# Рогейн
Роге́йн (англ. rogaine, rogaining) — командный вид спорта, сочетающий в себе стратегию и тактику, навигацию на пересечённой местности, а также требующий от участников физической выносливости.
Цель команд в соревнованиях по рогейну заключается в наборе за установленное время максимальной суммы очков, присуждаемых за посещение контрольных пунктов, установленных на местности и обозначенных в карте соревнований. До старта соревнований командам даётся определённое время для планирования своего маршрута на местности и порядка посещения контрольных пунктов.
Традиционная продолжительность соревнований по рогейну — 24 часа, но проводятся и более короткие соревнования продолжительностью от 3 до 12 часов.
Контрольные пункты в соревнованиях по рогейну имеют разную стоимость, выраженную в очках, в зависимости от их удалённости от старта и навигационной сложности их взятия. Проходить контрольные пункты можно в произвольном порядке. Как правило, взять все контрольные пункты за установленное время соревнований невозможно.
Команды на соревнованиях по рогейну включают от двух до пяти участников. Команды могут передвигаться исключительно способом, определённым форматом соревнований: пешком (ходьба и бег), на велосипеде, на лыжах и др.
Для навигации команды могут использовать только выданные карты соревнований, магнитные компасы и часы. Использование других навигационных приборов, в том числе спутниковых приёмников, запрещено.
На многих соревнованиях по рогейну организуется центральный базовый лагерь, который обеспечивает команды горячим питанием. Команды могут вернуться в любое время, чтобы поесть и отдохнуть. Команды передвигаются в своём темпе, что делает рогейн доступным как для молодых, так и для пожилых участников, интересным как для сильных спортсменов, так и для любителей.
Рогейн направлен на повышение у участников уважения к окружающей природной среде, на развитие у них навигационных навыков, уверенности в себе, способности работать в команде, а также на улучшение общего физического состояния.
При сходстве с некоторыми другими видами спорта (например, такими, как бег по пересечённой местности, трейлраннинг, спортивный туризм, ориентирование, приключенческие гонки и др.) рогейн имеет свой уникальный характер и правила.
Концепция рогейна как вида спорта возникла в Австралии и ведёт своё происхождение от первого 24-часового мероприятия в 1972 году и первых соревнований по рогейну в 1976 году. С тех пор рогейн распространился по всему миру и в настоящее время на земном шаре ежегодно проводится несколько сотен соревнований по рогейну.

## Название вида спорта
Английское слово «Rogaine» происходит от имён трёх основателей вида спорта: Rod Phillips, Gail Davis and Neil Phillips (RoGaiNe, отсюда слова «rogaining», «rogainer» и др.) — они были членами австралийского клуба «Surrey Thomas Rovers Crew», т. е. «Команда туристов Томаса Суррея»), который организовал первые в мире соревнования по рогейну. Название было официально принято в Австралии Ассоциацией рогейна штата Виктория на первом годовом общем собрании в августе 1976 года для обозначения нового вида спорта.
У слова «ROGAINE» есть также бэкроним — фраза «Rugged Outdoor Group Activity Involving Navigation and Endurance», что на русский язык можно перевести как «Командные соревнования на открытом воздухе и пересечённой местности, требующие ориентирования и выносливости».

## История

### Зарождение и развитие рогейна в Австралии

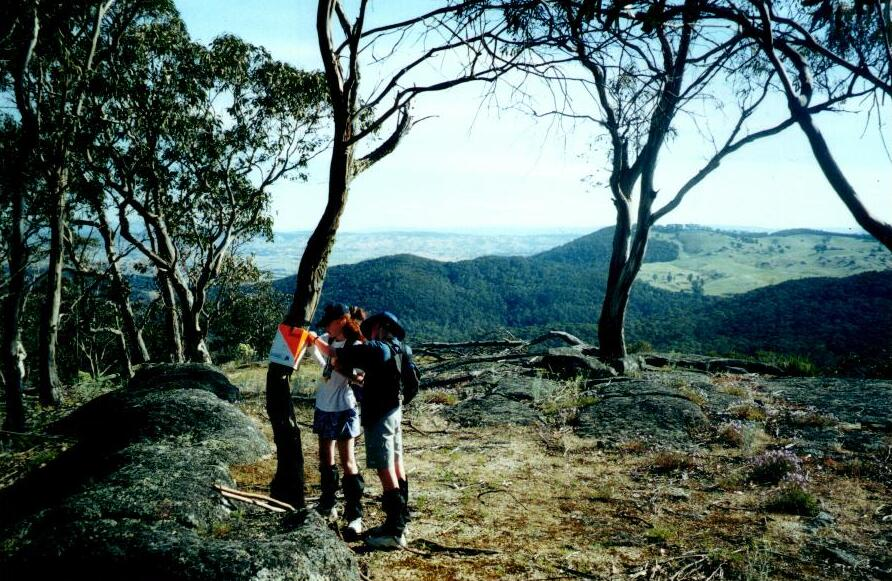
Чемпионат штата Виктория 2001, Австралия

Рогейн как вид спорта зародился в Австралии в середине XX века. Его корни можно проследить в истории горного клуба Мельбурнского университета. В 1947 году состоялась 24-часовая прогулка, когда Билл Беушер отправил пять участников через лесистую местность между Уорбертоном и Харстбриджем на гору Донна Буанг неподалёку от Мельбурна. Билл и Ян Лесли составили одну команду, а геологи Джон Макэндрю и Питер Крона — другую; пятым участником был Ноэль Стивенс. Так было положено начало традиции круглосуточных прогулок в середине зимы.
В 1961 году Тед Ловегроув переехал из Мельбурна в Аделаиду и помог основать Горный клуб Университета Аделаиды. В следующем году он организовал первую круглосуточную прогулку Университета Аделаиды. В 1963 году Макс Корри предложил Горному клубу Мельбурнского университета провести межуниверситетские соревнования — и эти неофициальные состязания между университетами Мельбурна, Аделаиды, Ньюкасла и Монаша проводились с 1964 по 1968 год.
В 1972 году «команда туристов Томаса Суррея» взяла на себя обязательство проводить ежегодные суточные открытые соревнования. Это начинание послужило катализатором для развития спорта, привлечения участников, способствовало значительному повышению соревновательных и организационных стандартов, улучшению передачи идей между различными группами. Было также очевидно, что необходимы какие-то формы координации всех соревнований Мельбурнского университета, соревнований «Суррей Томас Роверс», межуниверситетских соревнований, соревнований Университета Монаша и соревнований Южной Австралии. В 1970-х годах спорт с 24-часовым ориентированием на пересечённой местности распространился гораздо шире, его привлекательность и маркетинговый потенциал существенно повысились.
В 1976 году осталась одна основная проблема, препятствующая дальнейшему развитию этого вида спорта. Его концепция была признана, но у него не было названия. При разработке названия вида спорта были использованы имена первых спортсменов-рогейнеров. Слово «rogaine» было образовано от имён организаторов круглосуточного похода в 1976 году, RO(d) GAI(l) NE(il), и было сохранено для последующих соревнований. Когда Ассоциации рогейна штата Виктория была сформирована, её участники приняли слово «rogaining» в качестве имени для спорта по навигации на пересечённой местности, и термин был быстро принят в Ассоциации скаутов Австралии, межуниверситетской спортивной ассоциации и туристских клубах университетов, что дало новому виду спорта собственную идентификацию. Вскоре средства массовой информации, государственные органы и международные словари признали «rogaine» и «rogaining» как новые слова общего использования для спорта, связанного с навигацией, работой в команде, уверенностью в своих силах и выносливостью. Логотип рогейна (горы, солнце и ночь) был разработан Сью Грайс в 1978 году и воплощает основные характеристики, которые отличают рогейн от большинства других видов человеческой деятельности.
Одной из первых целей новой Ассоциации рогейна штата Виктория было запустить рекламную кампанию, направленную на привлечение широкой общественности, и в течение четырёх лет численность членов ассоциации превысила тысячу. Другой целью было начать проведение чемпионатов штата по рогейну. Благодаря союзу с клубом «Суррей Томас Роверс» первый чемпионат штата Виктория по рогейну был проведён в декабре 1976 года, вместе с ежегодными клубными соревнованиями «СТР». Местность для рогейна в Таларуке пользовалась большой популярностью — залесённое гранитное плато с крутыми склонами, понижающимися к окружающим предгорьям. Сотрудничество между Ассоциацией рогейна штата Виктория и клубом «Суррей Томас Роверс» продолжалось в течение двух десятилетий.
В 1979 году в Австралии возникла явная потребность в национальном органе, который должен был взять на себя роль по развитию спорта на национальном и международном уровне. Таким образом, в феврале 1979 года была сформирована Австралийская ассоциация рогейна — с Ассоциацией рогейна штата Виктория в качестве единственного члена. Никаких других ассоциаций рогейна в то время не существовало.
Несколько месяцев подготовки привели к первому Чемпионату Австралии по рогейну в Таларуке. В 1980 году Австралийская ассоциация рогейна разработала руководящие принципы для организаторов и правила спорта для чемпионатов. Эти правила отражали новый статус рогейна, как вида спорта, но были основаны на первоначальных правилах, подготовленных Дэвидом Хоггом для соревнований университетов. Австралийская ассоциация рогейна сыграла ведущую роль в его международном развитии, прежде всего в обновлении и поддержании правил спорта и технических стандартов для крупных соревнований. Другими значительными достижениями Австралийской ассоциации рогейна были развитие ассоциаций по рогейну во всех австралийских штатах, проведение ежегодных чемпионатов Австралии по рогейну, сильная поддержка Международной федерации рогейна, финансовая и логистическая поддержка рогейна за границей.

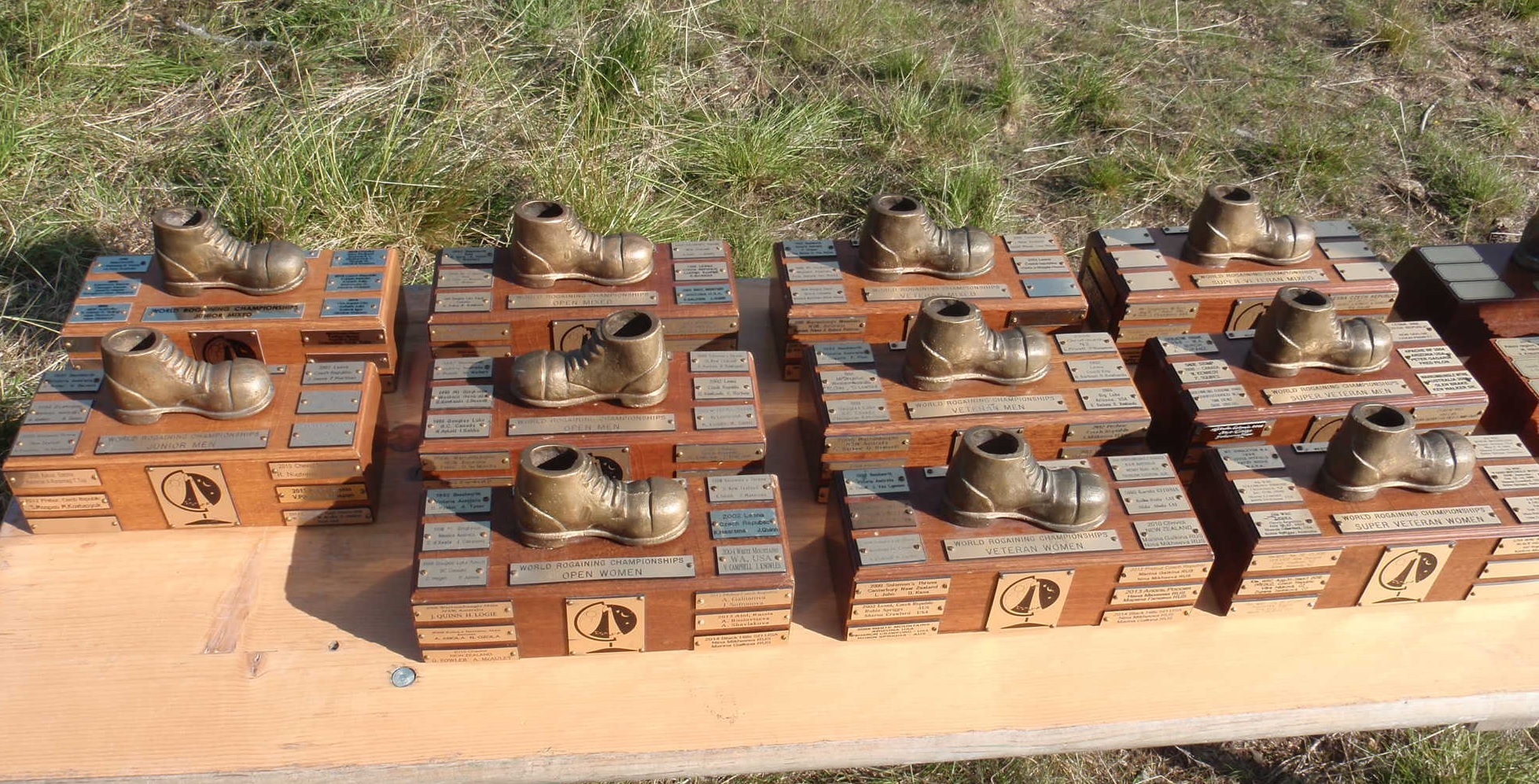
Переходящие призы чемпионата мира по рогейну

В начале 1989 года группа: Нейл Филлипс (Австралия), Ричард Мэтьюз (Австралия), Дэвид Стивенс (Австралия), Боб Реддик (США), Пэт Олбрайт (США), Эндрю Ньюсон (Канада), Рон Эндрюс (Канада) и Род Филлипс (Австралия) начали работу по формированию международной организации по рогейну. 16 июня 1989 года Международная федерация рогейна (IRF) была создана и провела своё первое заседание в Калгари (Канада) с Нейлом Филлипсом и Ричардом Мэтьюзом, как президентом и вице-президентом соответственно.
Цели создания Международной федерации рогейна: продвижение и развитие рогейна как спорта на международном уровне, поддержка основополагающих принципов и культуры рогейна, создание единых международных правил и технических стандартов рогейна, проведение чемпионатов мира по рогейну, обеспечение международного взаимодействия и общения участников соревнований и организаторов.
До образования Международной федерации рогейна в 1989 году только четыре соревнования по рогейну был проведены за пределами Австралии, все — в западной части Канады. Через пять лет пятнадцать различных центров в Новой Зеландии, Соединённых Штатах и Канаде провели в общей сложности 40 соревнований по рогейну. Основными событиями в первые годы развития рогейна на международном уровне были: рогейн в Альберте, Канада, 1-й Чемпионат мира по рогейну недалеко от Мельбурна в Австралии, 2-й Чемпионат мира по рогейну в Западной Австралии и 3-й Чемпионат мира по рогейну в Британской Колумбии в Канаде.
Также Австралия принимала 13—14 октября 2006 года 7-й Чемпионат мира по рогейну, который состоялся на территории национального парка Варрамбангл в штате Новый Южный Уэльс, а 23—24 июля 2016 года — 14-й Чемпионат мира по рогейну, проведённый на юге Северной территории Австралии в окрестностях города Алис-Спрингс.

### Канада

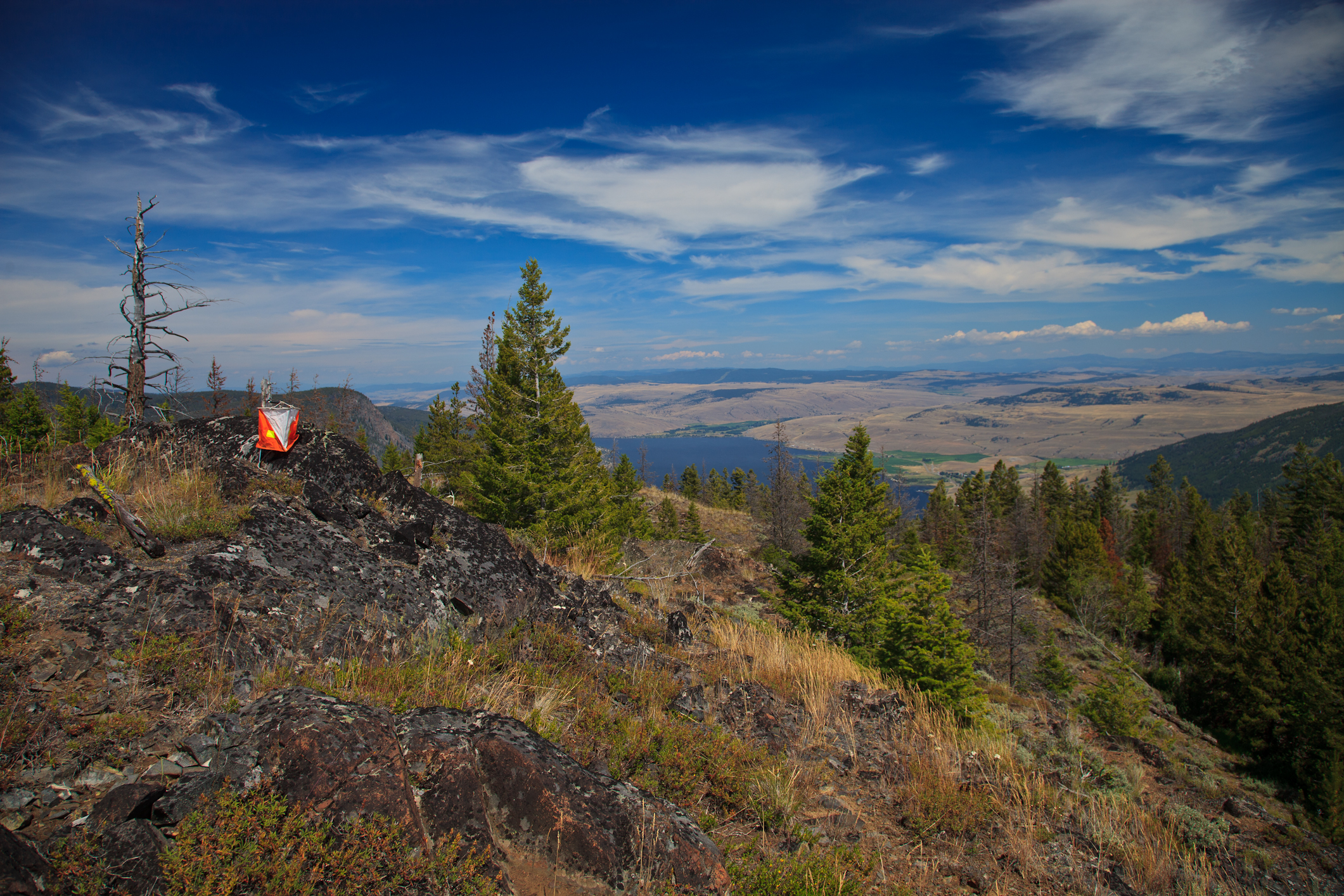
Чемпионат Северной Америки по рогейну 2011, 10—11 сентября 2011, Британская Колумбия, Канада. Контрольный пункт № 67 на высоте 1484 метра

Первые 24-часовые соревнования по рогейну за пределами Австралии были проведены на западе Канады в провинции Альберта в 1986 году. Организаторы этих соревнований Энди Ньюсон, Китти Джонс и Джим Форс выбрали район в предгорьях Канадских Скалистых гор, недалеко от национального парка Банф. Соревнования прошли успешно, участвовало 80 спортсменов. Эти соревнования были проведены снова в 1987 году и благодаря большому интересу к ним на соревнованиях было более 200 участников. Поскольку соревнования по рогейну имели успех на западе Канады, Энди Ньюсон и Китти Джонс создали Рогейн-клуб в Калгари.
В 1988 году в провинции Британская Колумбия соревнования по рогейну организовал Мюррей Фоубистер. Район соревнований был площадью 125 квадратных километров и располагался недалеко от Камлупса. В соревнованиях приняло участие 30 команд. Несколько участников этих первых соревнований по рогейну в Британской Колумбии продолжили организовывать свои собственные соревнования, в том числе Рон Эндрюс провёл ещё одни соревнования по рогейну в Британской Колумбии через месяц.
Первый международный рогейн был проведён в Канаде в 1990 году. Этот рогейн остаётся одним из лучших канадских соревнований на сегодняшний день, благодаря хорошей организации соревнований Энди Ньюсоном в сотрудничестве с Международной федерацией рогейна. 330 участников из 18 стран приняли участие в этих первых международных соревнованиях в Канаде, и эти соревнования послужили катализатором развития рогейна не только в Северной Америке, но и в Европе в последующие годы.
В 1994 году клуб «Сейдж Камлупс» организовал первый чемпионат Северной Америки по рогейну в Лак-дю-Буа. В 1997 году состоялся 24-часовой рогейн в восточной части Канады, в Новой Шотландии. А 1998 году в Канаде около Дуглас Лэйк Ранчо в Камлупсе состоялся 3-й Чемпионат мира по рогейну. В чемпионате приняло участие 290 спортсменов (137 команд) из 15 стран мира.

### Соединённые Штаты
Первый рогейн в Соединённых Штатах организовал Боб Реддик в 1989 году. Соревнования были проведены в формате 24 часа. Район соревнований был расположен в 100 км к востоку от Сиэтла на восточных склонах Каскадных гор в Национальном лесу Венатчи. Кроме участников из Соединённых Штатов на эти соревнованиях приехали 3 участника из Австралии.
В 1993 году восточный район Каскадных гор был снова использован для соревнований по рогейну, когда был проведён Чемпионат Западного полушария по рогейну, который позже стал Чемпионатом Северной Америки по рогейну.
В течение последующих 10 лет с момента проведения первых соревнований в Соединённых штатах было проведено почти 150 рогейнов в 19 штатах, в том числе в Аризоне, Колорадо, Калифорнии, Нью-Йорке, Вирджинии и на Аляске.
Соединенные Штаты два раза принимали на своей территории чемпионаты мира по рогейну: 8—9 мая 2004 года в Аризоне был проведён 6-й Чемпионат мира по рогейну, а 16—17 августа 2014 года в Южной Дакоте состоялся 12-й Чемпионат мира по рогейну.

### Новая Зеландия
До проведения первых рогейнов в Новой Зеландии, уже были традиции соревнований по навигации на пересечённой местности, идеи которых были взяты у горного клуба Мельбурнского университета. Среди них 24-часовые прогулки в районе Кантербери и других южных регионов, а также горные марафоны, которые проводились с 1980 года.
Первые 4-часовые соревнования по рогейну в Новой Зеландии были организованы в 1991 году Майклом Вудом и Джимом Максвеллом в районе Веллингтона на Северном острове. В 1992 году на Южном острове Грэмом Фритом был проведён 6-часовой рогейн.
Первый 24-часовой рогейн в Новой Зеландии был организовал в 1994 году. Соревнования прошли в окрестностях городка Ванака в регионе Отаго.
Этот рогейн включал также 12- и 6-часовые соревнования и привлёк 142 участников, в том числе из Австралии.
В Новой Зеландии 2 раза проходили чемпионаты мира по рогейну: 15—16 января 2000 года в окрестностях города Крайстчерч в северной части региона Кантербери состоялся 4-й Чемпионат мира по рогейну, а 20—21 ноября 2010 года также в северной части региона Кантербери в окрестностях городка Чевиот состоялся 9-й Чемпионат мира по рогейну.

### Рогейн в других странах мира
Соревнование по рогейну в Южно-Африканской Республике впервые состоялись в 2003 году в 50 километрах к юго-востоку от Йоханнесбурга. Также соревнования в ЮАР проводились и в последующие годы. Команды из ЮАР регулярно представлены на Чемпионатах мира по рогейну.
Первые соревнования по рогейну в Бразилии состоялись в январе 2006 года в штате Риу-Гранди-ду-Сул. Первый 24-часовой рогейн был проведён в штате Мату-Гросу-ду-Сул в ноябре 2008 года. В настоящее время соревнования по рогейну в Бразилии проводятся в южных и центральных штатах.
Первый 6-часовой рогейн в Японии был проведён в префектуре Нагано, к западу от Токио в 2002 году. В последующие годы проводились 6- или 12-часовые рогейны. В 2008 году была проведена серия из десяти соревнований по рогейну продолжительностью 3—6 часов. В июне 2009 года была создана Ассоциация рогейна Японии.
Первый 24-часовой рогейн в Гонконге был проведён в округе Сайкун на Новых Территориях к северо-западу от острова Гонконг, он привлёк 663 участников. На острове Лантау стал регулярно проводится 6-часовой рогейн, который в 2008 году привлёк 700 участников.
Первый рогейн в Израиле был проведён 29 октября 2005 года в формате 8 часов бегом и 5 часов на велосипеде на севере Израиля в окрестностях населённого пункта Кирьят-Тивон и города Кирьят-Ата. В соревнованиях участвовало 230 спортсменов, из которых 168 — в беговом формате, а 62 — в велосипедном формате. В последующие годы в Израиле продолжили ежегодно проводить 8- и 12-часовые рогейны.
В Чили первый рогейн состоялся 1 апреля 2017 года недалеко от города Вальпараисо в национальном заповеднике Лаго-Пеньюэлес. Соревнования были проведены в форматах 3, 6 и 10 часов бегом, 3 и 6 часов на велосипеде. В соревнованиях приняли участие 82 спортсмена, из которых 69 — в беговом формате и 13 — в велосипедном формате.

### Рогейн в Европе
Первые соревнования по рогейну в Европе были проведены в Чехии в 1996 году. Первые соревнования по рогейну в других европейских странах были организованы: в Ирландии — 1998 году, в Швеции — 1998 году, в России — 1999 году, в Латвии — 2003 году, в Литве — 2003 году, на Украине — 2004 году, в Германии — 2006 году, в Финляндии — 2007 году, во Франции — 2007 году, в Испании — 2009 году, в Швейцарии — 2010 году, в Польше — в 2011 году, в Италии — в 2012 году, в Португалии — в 2016 году.

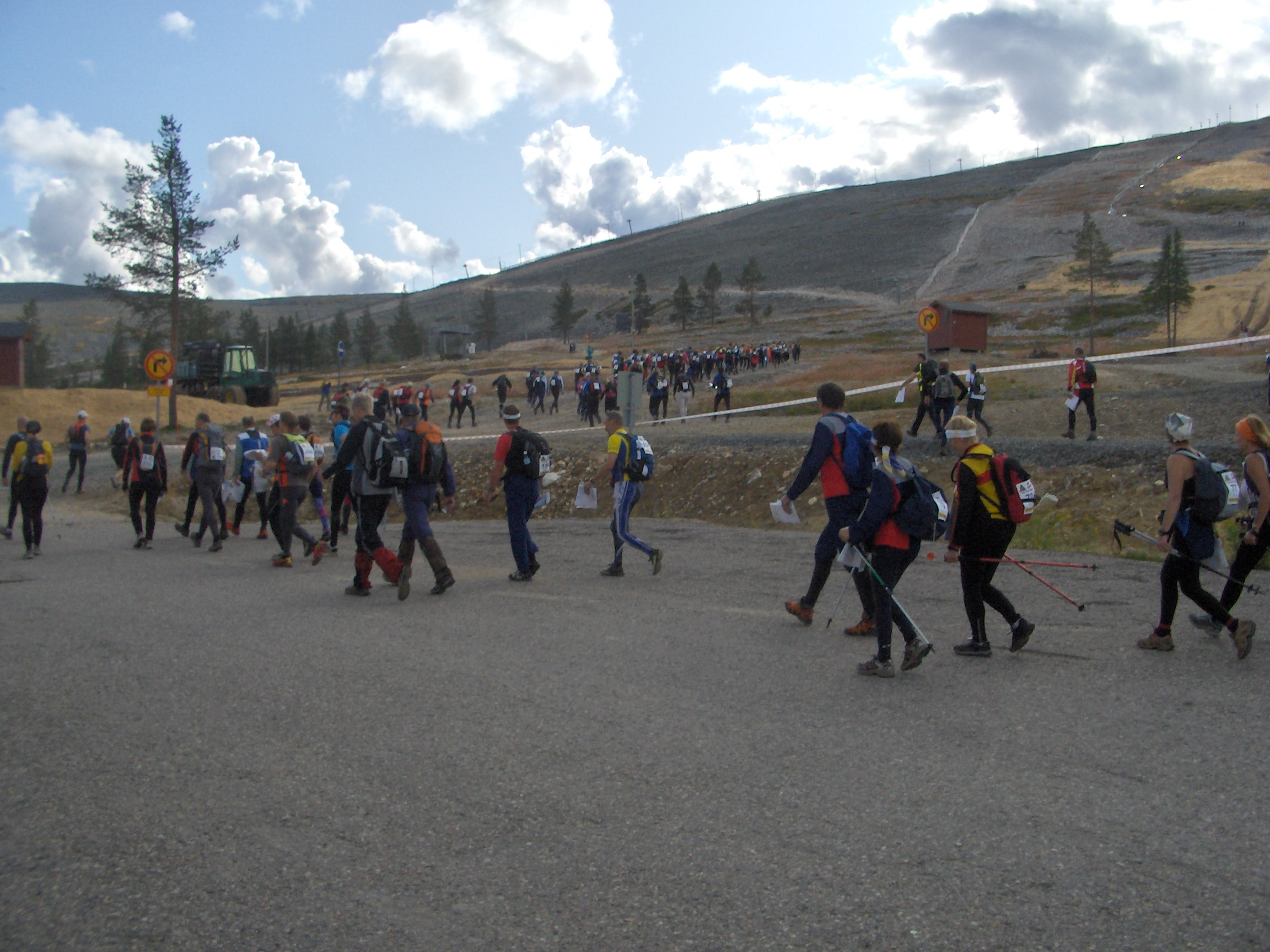
Старт 6-го Чемпионата Европы по рогейну 2009, Финляндия

В сентябре 1996 года в Чехии была создана Чешская Ассоциация рогейна и были проведены первые два соревнования в Бранжеже и Либерце. В следующем 1997 году был организован 1-й Чемпионат Чехии по рогейну в форматах 24 и 12 часов. Важным шагом в развитии рогейна в Чехии было вхождение Чешской Ассоциации рогейна в состав Международной федерации рогейна в 1997 году. В 1998 году несколько команд из Чехии приняли участие в 3-м Чемпионате мира по рогейну в Камлупсе (Канада). Чехия два раза принимала на своей территории чемпионаты мира по рогейну: 26—27 июля 2002 года на западе Чехии в окрестностях деревни Лесна (район Тахов) состоялся 5-й Чемпионат мира по рогейну, а 30 августа — 1 сентября 2012 года также на западе Чехии в окрестностях города Пршебуз состоялся 10-й Чемпионат мира по рогейну. 27—28 июня 2015 года на юге Чехии на территории национального парка «Новоградские горы» состоялся 12-й Чемпионат Европы по рогейну.
Таллинский клуб «TA OK» в 1999 году организовал первые соревнования по рогейну в Эстонии. «TA OK Рогейн» стал ежегодным событием клуба и количество участников этих соревнований постоянно увеличивалось. В настоящее время соревнования «TA OK Рогейн» являются одними из самых массовых соревнований по рогейну в мире — «TA OK Рогейн» ежегодно собирает свыше 1000 спортсменов.
В 2005 году клуб «Орион» организовал 2-й Чемпионат Европы по рогейну, который состоялся 11—12 июня 2005 года в Ныве вблизи побережья Балтийского моря в северо-западном углу континентальной части Эстонии.
13—14 сентября 2008 года в Эстонии в Национальном парке Карула и прилегающих районах был проведён 8-й Чемпионат мира по рогейну. Центр соревнований был расположен рядом с посетительским центром национального парка Карула в деревне Яхиярве в волости Выру в южной части Эстонии.
7—8 июня 2014 года в уезде Пылвамаа на юго-востоке Эстонии состоялся 11-й Чемпионат Европы по рогейну.
В Ирландии клуб «Сетанта» ежегодно проводит 24-часовые рогейны начиная с 1998 года. Все соревнования были проведены в горах Уиклоу к югу от Дублина.
В Швеции проводятся 6-часовые соревнования по рогейну начиная с 1998 года, в том числе зимой, в окрестностях Гётеборга на юго-западе Швеции и Стокгольма на юго-востоке Швеции. Первые 24-часовые соревнования по рогейну «Ice Bug 24» были проведены в 2007 году.
Первые 24-часовые соревнования по рогейну в Финляндии были проведены в 2007 году в Йямиярви.
15—16 августа 2009 года в Финляндии около Юлляса за полярным кругом состоялся 6-й Чемпионат Европы по рогейну, а 22—23 августа 2015 года в Финляндии также за полярным кругом около населённого пункта Саариселькя состоялся 13-й Чемпионат мира по рогейну.

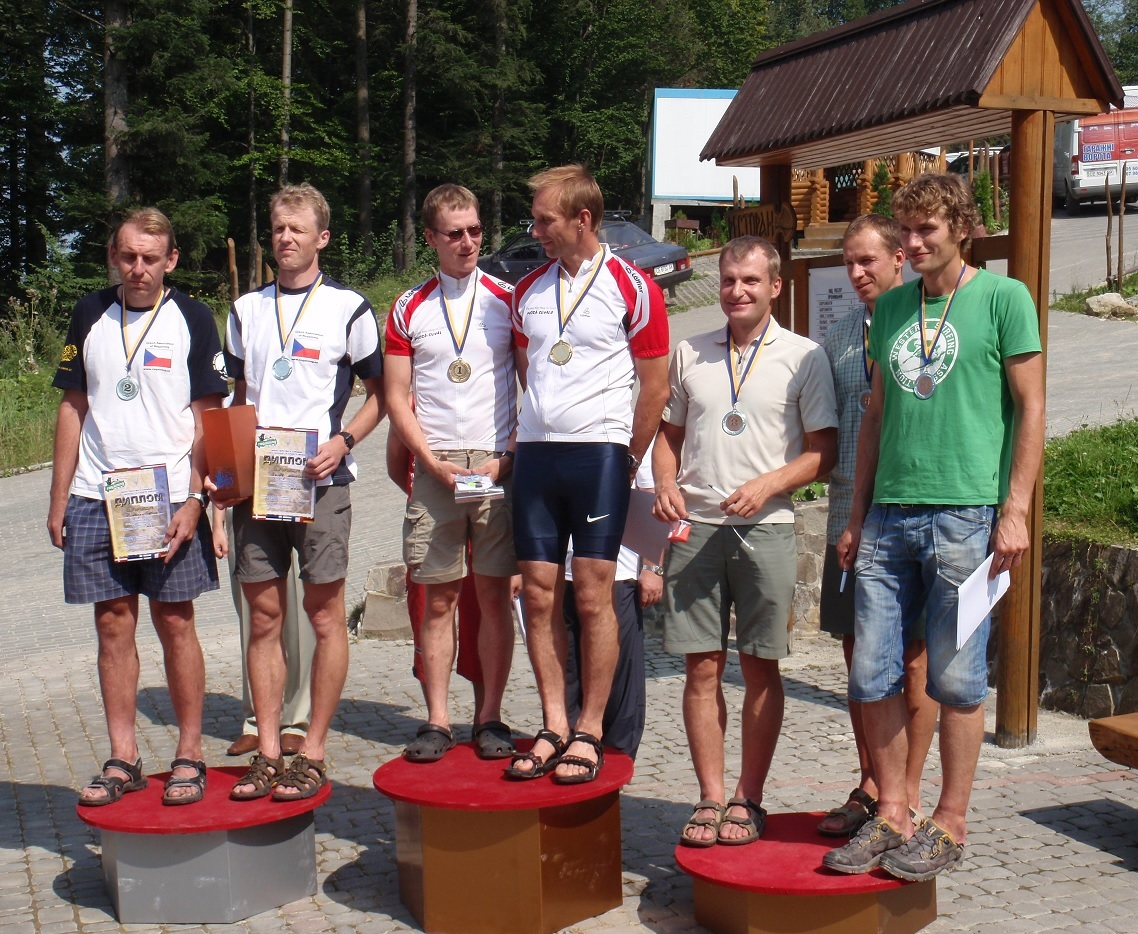
7-й Чемпионат Европы по рогейну 2010, Украина. Призёры в категории MO

Первый рогейн на Украине состоялся возле Черновцов в 2004 году в формате 10 часов. В 2006 году на Украине также около Черновцов был проведён 3-й Чемпионат Европы по рогейну, а в 2010 году в Карпатах в окрестностях горнолыжного курорта Мигово был проведён 7-й Чемпионат Европы по рогейну.
Оба чемпионата и большая часть других соревнований по рогейну на Украине были проведены под руководством Ефима Штемплера. В 2014 году за выдающийся вклад в развитие рогейна в течение длительного времени Ефиму Штемплеру была присуждена награда Международной федерации рогейна «Order of the Geoduck».
25—26 августа 2018 года на Украине в окрестностях посёлка городского типа Берегомет Вижницкого района Черновицкой области состоялся 15-й Чемпионат Европы по рогейну.
Первый рогейн в Латвии был проведён в 2002 году, а второй 12-часовой рогейн состоялся в августе 2004 года. 28—29 июля 2007 года в Латвии около города Смилтене состоялся 4-й чемпионат Европы по рогейну, а 23—24 июля 2011 года в Латвии около села Рауна состоялся 8-й Чемпионат Европы по рогейну.
18—19 августа 2017 года в Латвии на территории национального парка «Разнас» состоялся 15-й Чемпионат мира по рогейну.
В Литве первый рогейн был проведён в 2003 году, и с тех пор соревнования по рогейну в Литве проводятся регулярно, и Литва представлена участниками на Чемпионатах мира и Европы по рогейну. 5—6 мая 2012 года в Литве около города Молетай состоялся 9-й Чемпионат Европы по рогейну.
В Германии первый рогейн продолжительностью 6 и 12 часов состоялся в Саксонии в 2006 году. Два года спустя в 2008 году состоялся первый национальный чемпионат продолжительностью 24 часа. С 2006 года соревнования по рогейну в Германии проводятся совместно с Чешской ассоциацией рогейна (CAR). 2-й и 3-й национальные чемпионаты были проведены на границе Чехии и Германии. Германия также сотрудничала с Чехией в организации 10-го Чемпионата Мира по рогейну в 2012 году.
Во Франции первый рогейн был организован Бруно Мэйсом в 2007 году.
Первые соревнования по рогейну в Испании были проведены в Каталонии в начале 2009 года под руководством Филипа Гили. 26—27 января 2013 года в Испании в Каталонии в окрестностях населённого пункта Ла-Льякуна состоялся 10-й Чемпионат Европы по рогейну. 27—28 августа 2016 года на севере Испании в провинции Наварра на территории горного массива Аралар в отрогах южных Пиренеев состоялся 13-й Чемпионат Европы по рогейну. 6—7 июля 2019 года в Испании в Каталонии в окрестностях горнолыжного курорта Ла-Молина состоялся 16-й Чемпионат мира по рогейну.
В Польше первые соревнования по рогейну были проведены 19—20 ноября 2011 года около города Стшелин в формате ночного 10-часового рогейна. C 2014 года в Польше проводятся 24-часовые рогейны в статусе национальных чемпионатов.
В Италии первый рогейн состоялся 13—14 октября 2012 года около города Сан-Джиминьяно в формате 6 часов. 22—23 апреля 2017 года в Италии (область Тоскана, город Сан-Джиминьяно) состоялся 14-й Чемпионат Европы по рогейну.
Первый рогейн в Португалии состоялся 17 июля 2016 года на острове Мадейра в формате 3 часа.

### Рогейн в России

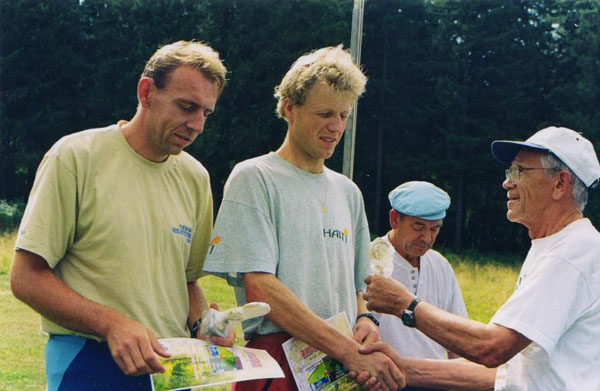
1-й Чемпионат Европы по рогейну 2003, 16—17 августа 2003 г., Россия, Пермь. Г. Н. Шестаков награждает первых чемпионов Европы по рогейну в категории MO — Мирослава Сейдла и Петра Боранека из Чехии

Рогейн в России начал своё развитие в городе Перми под руководством Германа Николаевича Шестакова. В 1997 году он во время поездки в США познакомился с рогейном. Новый для России вид спорта заинтересовал Г. Н. Шестакова, и он решил провести соревнования по рогейну в Перми. Установил отношения с рогейнерами из Чехии, а затем и с Международной федерацией рогейна, которая включила его в свой состав в качестве наблюдателя.
Первые соревнования по рогейну в России были проведены Г. Н. Шестаковым в Перми 28—29 августа 1999 года как открытый чемпионат города в формате 24 часа. В соревнованиях участвовало 12 команд.
2—3 сентября 2000 года был проведён первый чемпионат Пермской области по рогейну также в формате 24 часа. В соревнованиях приняла участие 31 команда из городов России (Перми, Москвы, Новосибирска, Уфы, Новоуральска) и одна команда из Чехии (Томаш Вацлавек и Томаш Здрагал), которая и стала абсолютным победителем соревнований.
25—26 августа 2001 года в Перми состоялся 1-й Чемпионат России по рогейну в формате 24 часа. В чемпионате приняло участие 37 команд из Пермского края, а также одна команда из Чехии — будущие чемпионы Европы и призёры чемпионатов мира по рогейну — Мирослав Сейдл и Пётр Боранек, которые стали первыми чемпионами России по рогейну.
В июле 2002 года Г. Н. Шестаков организовал участие сборной команды Пермского края, состоявшей из 11 команд, в 5-м Чемпионате мира по рогейну в Чехии. 5-й Чемпионат мира по рогейну 2002 стал первым чемпионатом мира, в котором участвовали команды из России.
15—18 августа 2003 года в Перми был проведён 1-й Чемпионат Европы по рогейну, в котором приняло участие 40 команд (84 участника) из России, Чехии, Финляндии, Австрии и США.
С 2003 года соревнования по рогейну стали проводиться и в других регионах России: Нижегородской области, Санкт-Петербурге, Ленинградской области, Самарской области.
3—4 сентября 2005 года на территории Городецкого района Нижегородской области состоялся 2-й Чемпионат России по рогейну, и с 2005 года чемпионаты России по рогейну стали проводиться ежегодно.
12—13 июля 2008 года в России в Ленинградской области состоялся 5-й Чемпионат Европы по рогейну, а 27—28 июля 2013 года в России в Псковской области состоялся 11-й Чемпионат мира по рогейну.

#### Федерация рогейна России
Федерация рогейна России (ФРР) — общероссийская физкультурно-спортивная общественная организация, занимающаяся развитием и популяризацией рогейна в Российской федерации. Создана на учредительной конференции 10 сентября 2009 года.
Федерация рогейна России является членом Международной федерации рогейна (IRF) с 2012 года и имеет двух делегатов в Совете Международной федерации рогейна.
Федерация рогейна России имеет региональные отделения в 46 субъектах Российской Федерации:
Местонахождение постоянно действующего руководящего коллегиального органа Федерации рогейна России — Президиума: город Москва.

## Виды рогейна

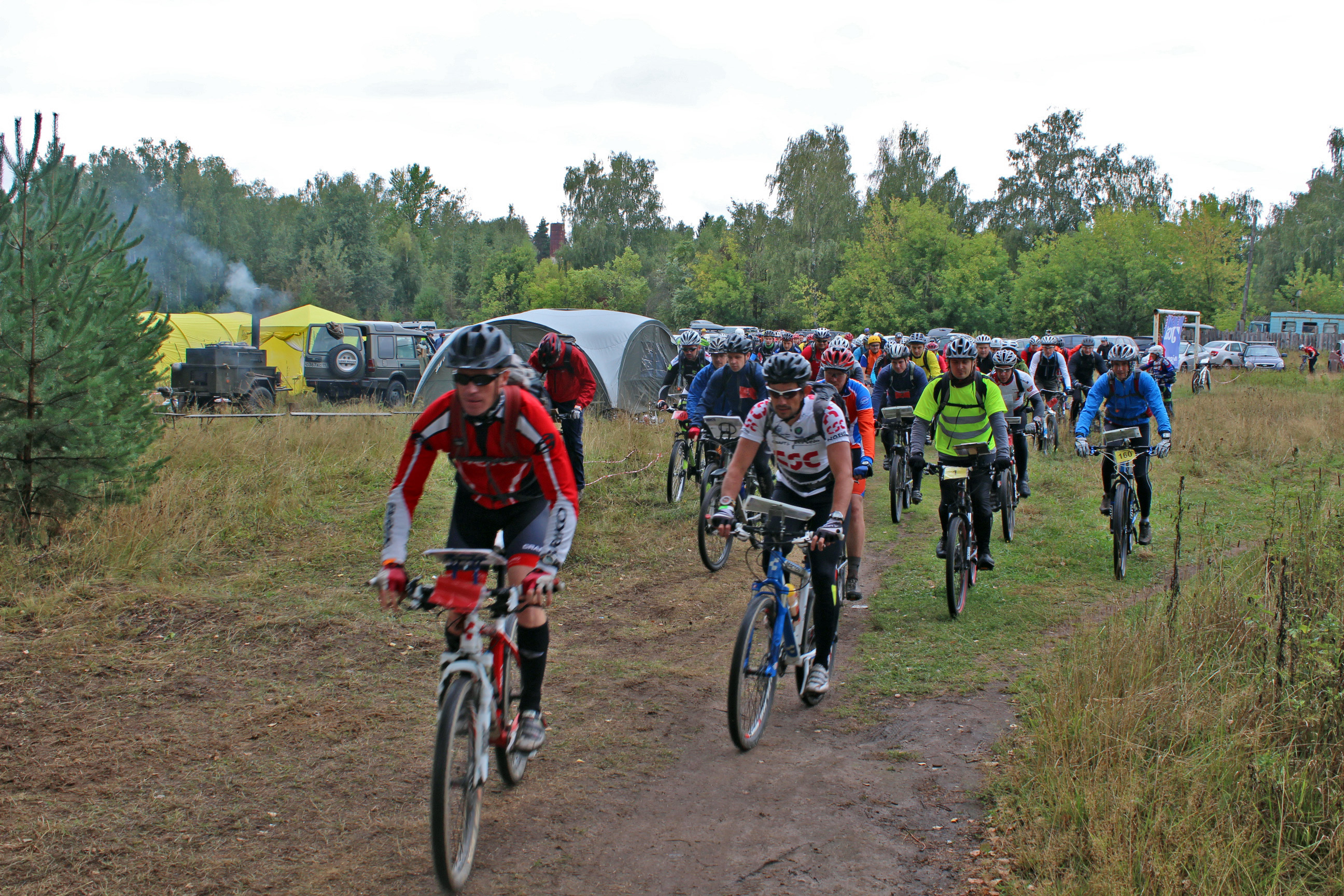
Старт соревнований по рогейну на велосипедах в Московской области

По продолжительности контрольного времени соревнования по рогейну подразделяются на:
- короткие: 3—5 часов;
- средние: 6—11 часов;
- длинные: 12—23 часа;
- классические: 24 часа[61].

По способу передвижения команд соревнования по рогейну подразделяются на следующие виды:
- рогейн бегом;
- рогейн на лыжах;
- рогейн на велосипеде[62].

Соревнований по рогейну могут проводиться и с использованием иных способов передвижения участников, не противоречащих сути рогейна, например проводятся водные рогейны с передвижением команд на байдарках.
В зависимости от контрольного времени и способа передвижения образуются форматы соревнований (дисциплины), например «рогейн 12 часов бегом» или «рогейн 6 часов на велосипеде».
Чемпионаты мира, Европы и России по рогейну бегом проводятся с контрольным временем — 24 часа.

## Правила рогейна
Международные правила рогейна разрабатываются и утверждаются Международной федерацией рогейна. Международные правила применяются при проведении Чемпионатов мира, Европы и других международных соревнований, а также соревнований являющимися отборочными (квалификационными) к чемпионатам мира.
В России действуют Российские правила соревнований по рогейну, разработанные и утверждённые Федерацией рогейна России.

### Команды и участники

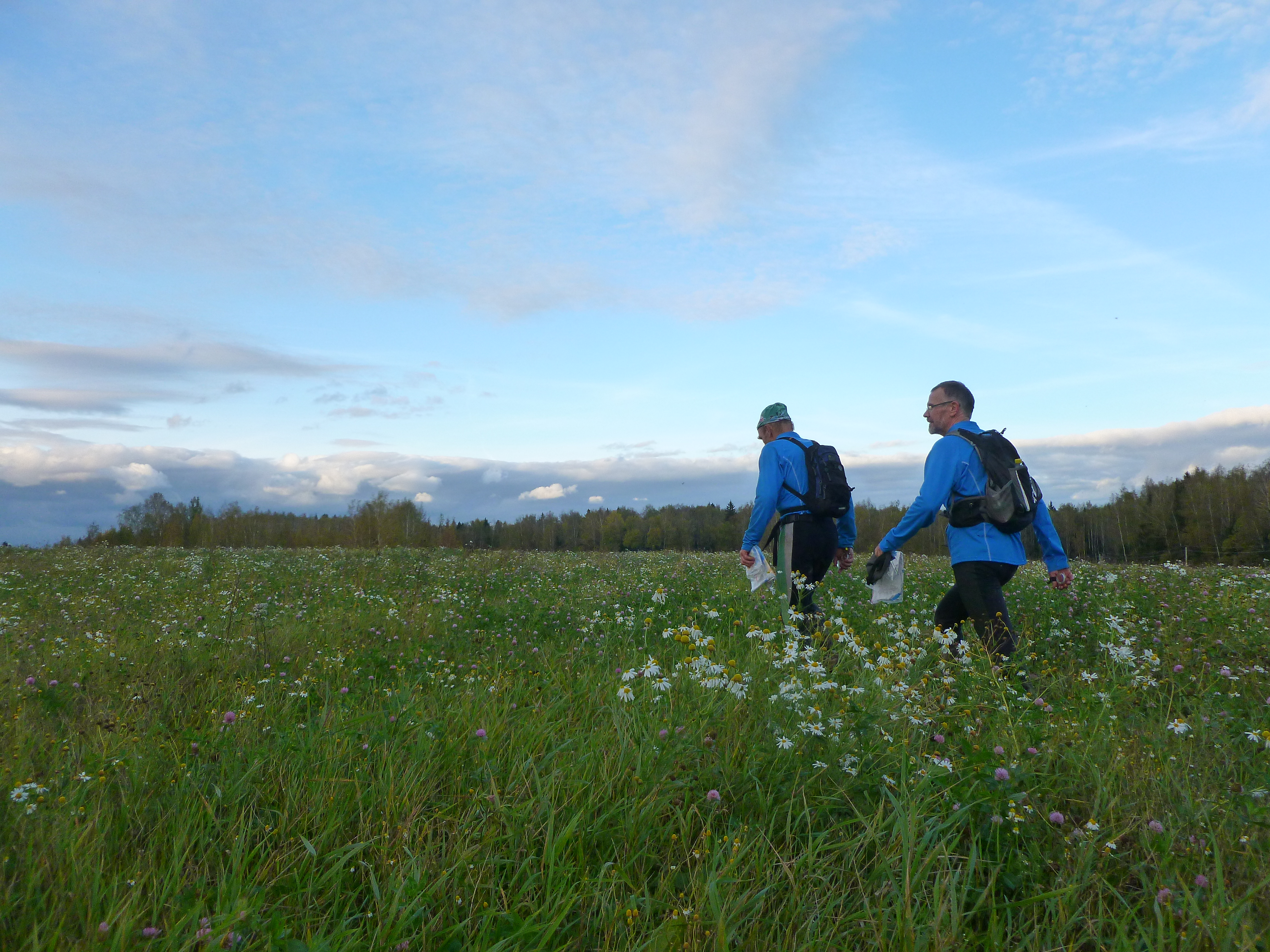
Команда на соревнованиях по рогейну в Московской области

В соревнованиях по рогейну принимают участие команды, состоящие из двух, трёх, четырёх или пяти человек.
В зависимости от пола участников все команды подразделяются на группы:
- «Мужские команды» — команда состоит только из мужчин;
- «Женские команды» — команда состоит только из женщин;
- «Смешанные команды» — команда включает, по крайней мере, одну женщину и одного мужчину.

В зависимости от возраста участников все команды включаются в группы:
- «Открытая группа» — возраст участников не регламентируется. В эту группу включаются все команды.
- «Молодёжь» — все члены команды должны быть младше 23 лет на первый день соревнования.
- «Ветераны» — все члены команды должны быть в возрасте 40 лет или старше на первый день соревнования.
- «Суперветераны» — все члены команды должны быть в возрасте 55 лет или старше на первый день соревнования. Команды, входящие в группу «Суперветераны» включаются также в группу «Ветераны».
- «Ультраветераны» — все члены команды должны быть в возрасте 65 лет или старше на первый день соревнования. Команды, входящие в группу «Ультраветераны» включаются также в группу «Ветераны» и в группу «Суперветераны».

Места в соревнованиях по рогейну присуждаются в нескольких категориях в зависимости от пола и возраста участников, входящих в состав команды.
| Категории команд в рогейне | Категории команд в рогейне | Категории команд в рогейне                                                 | Категории команд в рогейне |
| Обозначение                | Название категории         | Требования к составу команд                                                | Международное обозначение  |
| -------------------------- | -------------------------- | -------------------------------------------------------------------------- | -------------------------- |
| МО                         | Мужчины, открытая          | Мужчины, без возрастных ограничений                                        | MO                         |
| ЖО                         | Женщины, открытая          | Женщины, без возрастных ограничений                                        | WO                         |
| СО                         | Смешанная, открытая        | По крайней мере один мужчина и одна женщина, без возрастных ограничений    | XO                         |
| ММ                         | Мужчины, молодёжь          | Мужчины, возраст всех менее 23 лет                                         | MY                         |
| ЖМ                         | Женщины, молодёжь          | Женщины, возраст всех менее 23 лет                                         | WY                         |
| СМ                         | Смешанная, молодёжь        | По крайней мере, один мужчина и одна женщина, возраст всех менее 23 лет    | XY                         |
| МВ                         | Мужчины, ветераны          | Мужчины, возраст всех 40 лет и старше                                      | MV                         |
| ЖВ                         | Женщины, ветераны          | Женщины, возраст всех 40 лет и старше                                      | WV                         |
| СВ                         | Смешанная, ветераны        | По крайней мере, один мужчина и одна женщина, возраст всех 40 лет и старше | XV                         |
| МСВ                        | Мужчины, суперветераны     | Мужчины, возраст всех 55 лет и старше                                      | MSV                        |
| ЖСВ                        | Женщины, суперветераны     | Женщины, возраст всех 55 лет и старше                                      | WSV                        |
| ССВ                        | Смешанная, суперветераны   | По крайней мере, один мужчина и одна женщина, возраст всех 55 лет и старше | XSV                        |
| МУВ                        | Мужчины, ультраветераны    | Мужчины, возраст всех 65 лет и старше                                      | MUV                        |
| ЖУВ                        | Женщины, ультраветераны    | Женщины, возраст всех 65 лет и старше                                      | WUV                        |
| СУВ                        | Смешанная, ультраветераны  | По крайней мере, один мужчина и одна женщина, возраст всех 65 лет и старше | XUV                        |

### Разрешённые и запрещённые действия команд и участников
Участники соревнований обязаны:
- соблюдать правила рогейна;

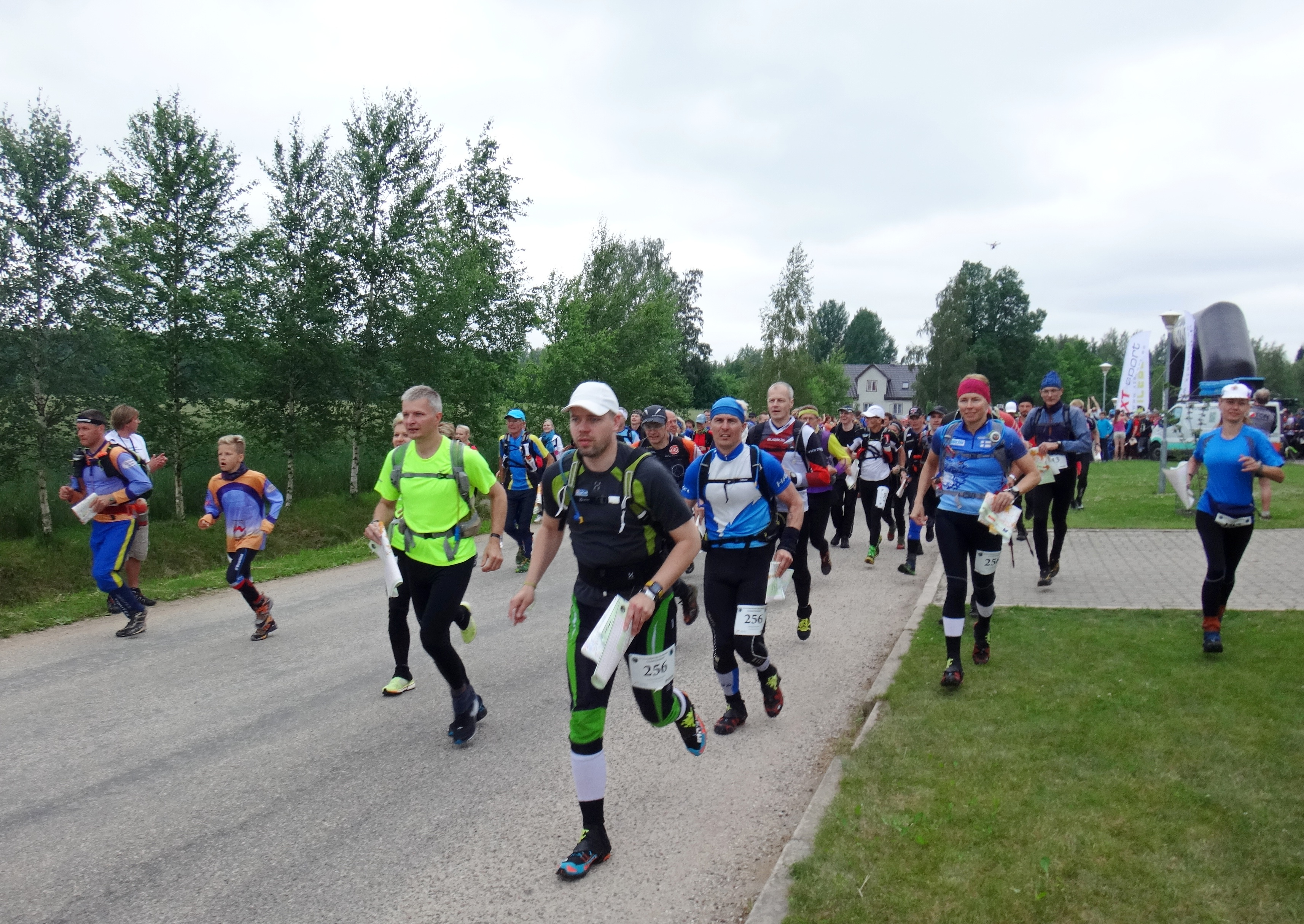
Старт 11-го Чемпионата Европы по рогейну 2014, Эстония

- планировать и реализовывать свой путь в соответствии со своим уровнем физической и технической подготовленности;
- оказывать помощь другим участникам в случае, если они получили травму или находятся в состоянии, угрожающем их жизни и здоровью;
- во время соревнований постоянно носить номер, выданный в секретариате соревнований, так, чтобы он был ясно различим судьями и другими участниками;
- в случае требования организатора о наличии обязательного снаряжения, иметь его с собой во время соревнований;
- во время соревнований постоянно находиться в пределах голосового контакта с другими членами своей команды;
- всё взятое с собой из центра соревнований снаряжение или оборудование принести обратно в центр соревнований.

Участникам соревнований запрещается:
- принимать допинг, использовать запрещённые фармакологические средства, запрещённые методы, искусственно усиливающие возможности человеческого организма;
- посещать с целью ознакомления объявленный район соревнований;
- выходить в район соревнований до того момента, как будет дан старт соревнований;
- во время соревнований применять какие-либо средства передвижения, кроме предусмотренных для формата соревнований, в котором они принимают участие. Это правило не исключает возможность пересечения участниками водных объектов, даже если для этого требуется плавание, при условии, что водные объекты не были запрещены для пересечения;
- иметь при себе во время соревнований любое навигационное оборудование (спутниковые навигационные приёмники, высотомеры, шагомеры и др.), в том числе встроенное (в мобильные телефоны, часы и др.), за исключением магнитного компаса, обычных часов и карты, выданной организаторами;

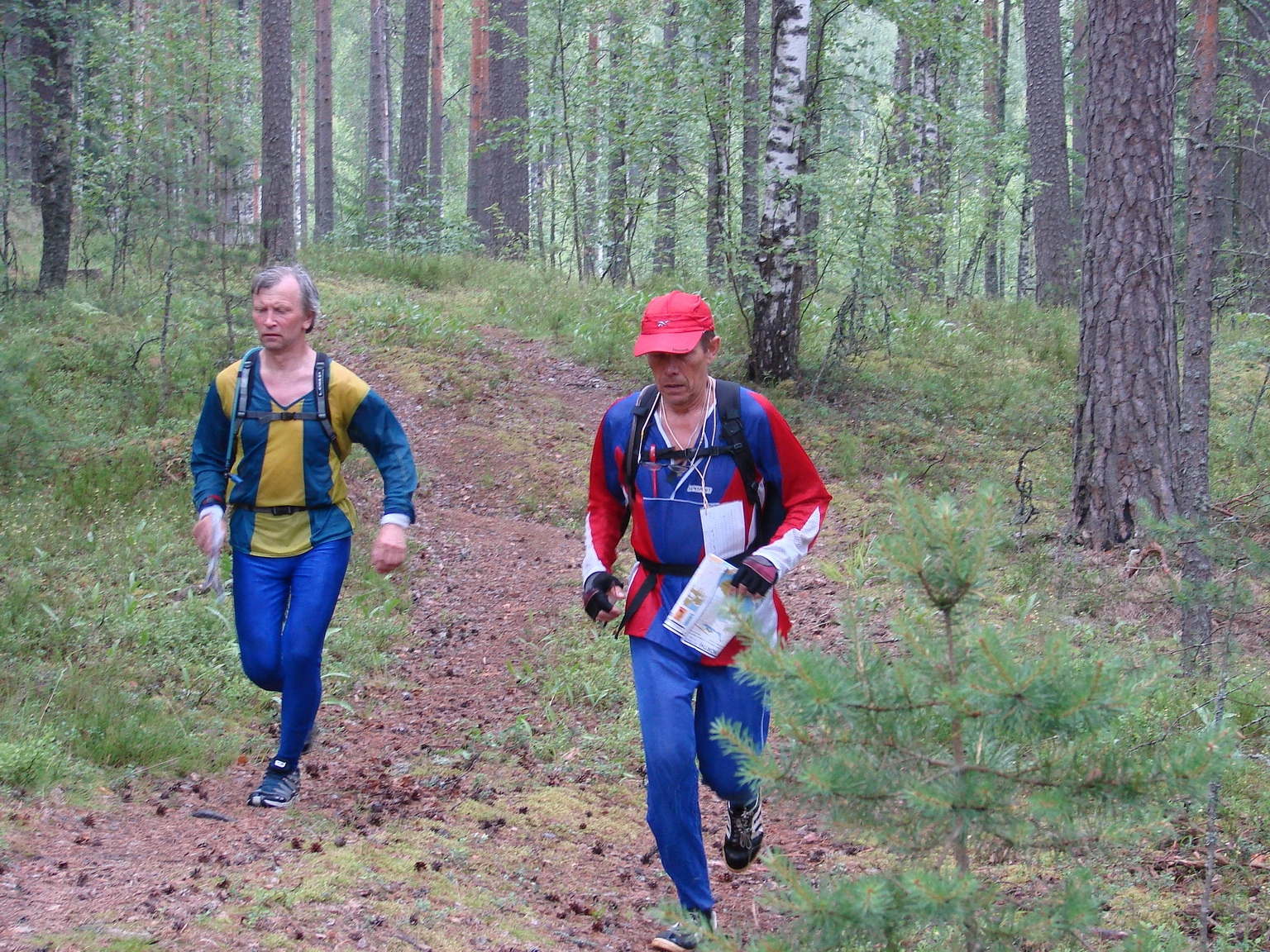
Команда на дистанции 5-го Чемпионата Европы по рогейну 2008, Россия

- использовать при планировании маршрута и иметь при себе во время соревнований иные картографические материалы, кроме карты, выданной организаторами;
- пользоваться средствами мобильной связи и иными радиоприёмными и передающими устройствами, за исключением ситуаций, угрожающих жизни и здоровью участников;
- использовать иные средства для планирования маршрута, кроме средств для измерения расстояния и подсчёта очков. В частности, запрещено использовать компьютеры и специальные программы для планирования маршрута;
- портить оборудование контрольных пунктов, пунктов питания или любое другое оборудование, размещённое в районе соревнований организаторами;
- разводить костры в районе соревнований, кроме ситуаций, угрожающих жизни и здоровью участников;
- пересекать и посещать закрытые для передвижения и опасные участки района соревнований, а также участки, находящиеся в частной собственности;
- оставлять мусор в районе соревнований, кроме мест специально отведённых для этого организаторами;
- до начала соревнований оставлять в районе соревнований, кроме центра соревнований, продукты питания, снаряжение или оборудование с целью их последующего использования во время соревнований;
- принимать помощь или сотрудничать с другими людьми во время планирования маршрута или на дистанции, или преднамеренно следовать за другой командой;
- отдыхать ближе 100 метров от контрольного пункта, за исключением случаев, когда контрольный пункт совмещён с пунктом питания.

### Район соревнований и расположение контрольных пунктов

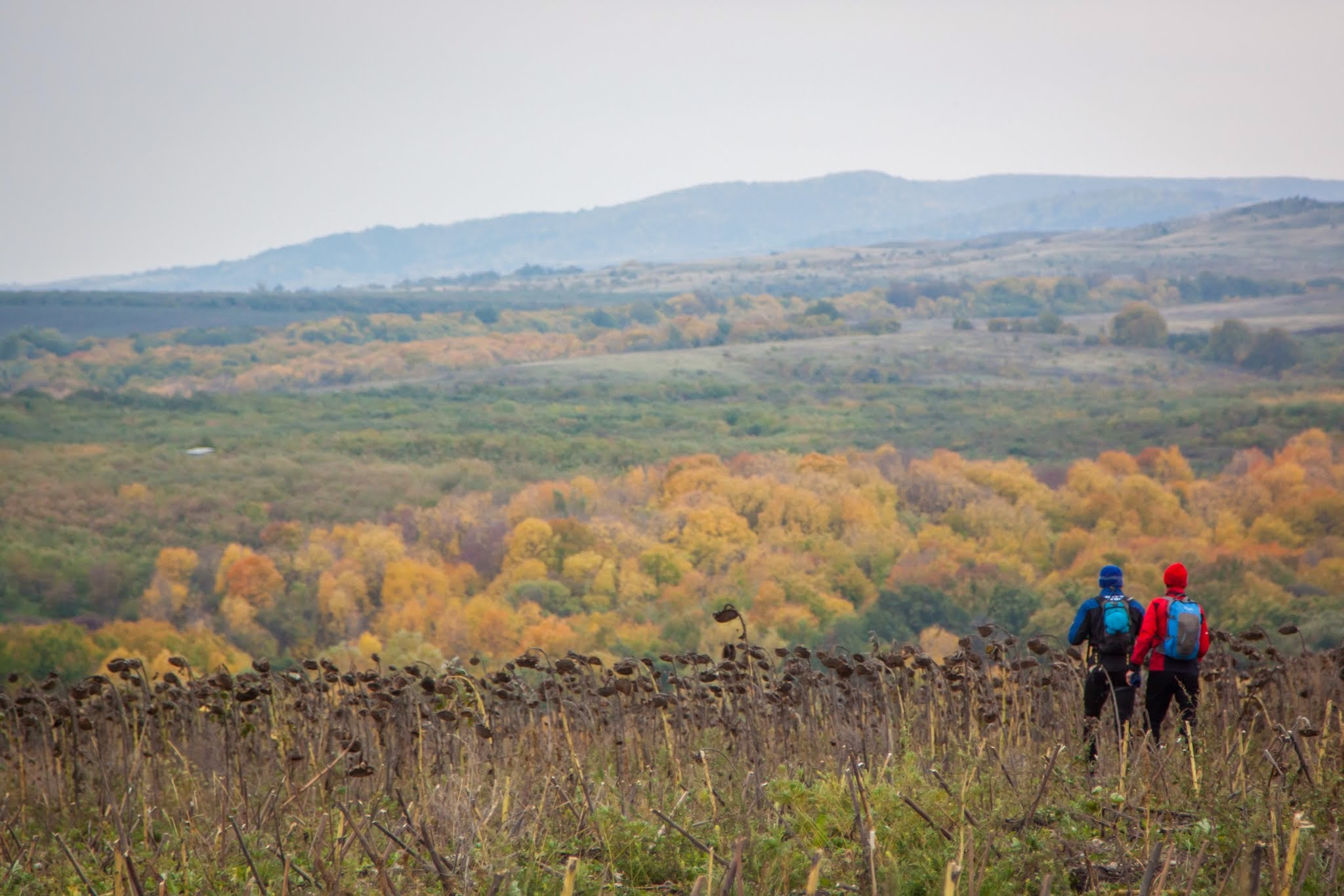
Команда на местности 10-го Чемпионата России по рогейну 2013, Россия, Саратовская область, Хвалынский район

Район соревнований в рогейне — это участок местности, на котором проводятся соревнования, по площади, требованиям безопасности и другим параметрам, подходящий для проведения соревнований по рогейну.
Площадь района соревнований определяется и расположение контрольных пунктов планируется организаторами соревнований с учётом формата соревнований (контрольного времени соревнований, способа передвижения команд), уровня подготовленности команд, типа (проходимости и пересечённости) местности соревнований.
Согласно правилам рогейна, площадь района соревнований, количество, стоимость и расположение контрольных пунктов следует планировать так, чтобы команда, набравшая наибольшее количество очков в определённом формате соревнований, посетила большинство контрольных пунктов, указанных на карте для этого формата, но не все контрольные пункты.
Расположение контрольных пунктов планируется так, чтобы для успешного выступления в соревнованиях от участников требовались физическая выносливость, умение планировать маршрут и владение приёмами навигации на местности.
Центр соревнований (место размещения старта и финиша соревнований) располагается по возможности в центре района соревнований. Расположение центра соревнований и контрольных пунктов должно обеспечивать наличие множества возможных вариантов прохождения контрольных пунктов командами.

### Карта соревнований

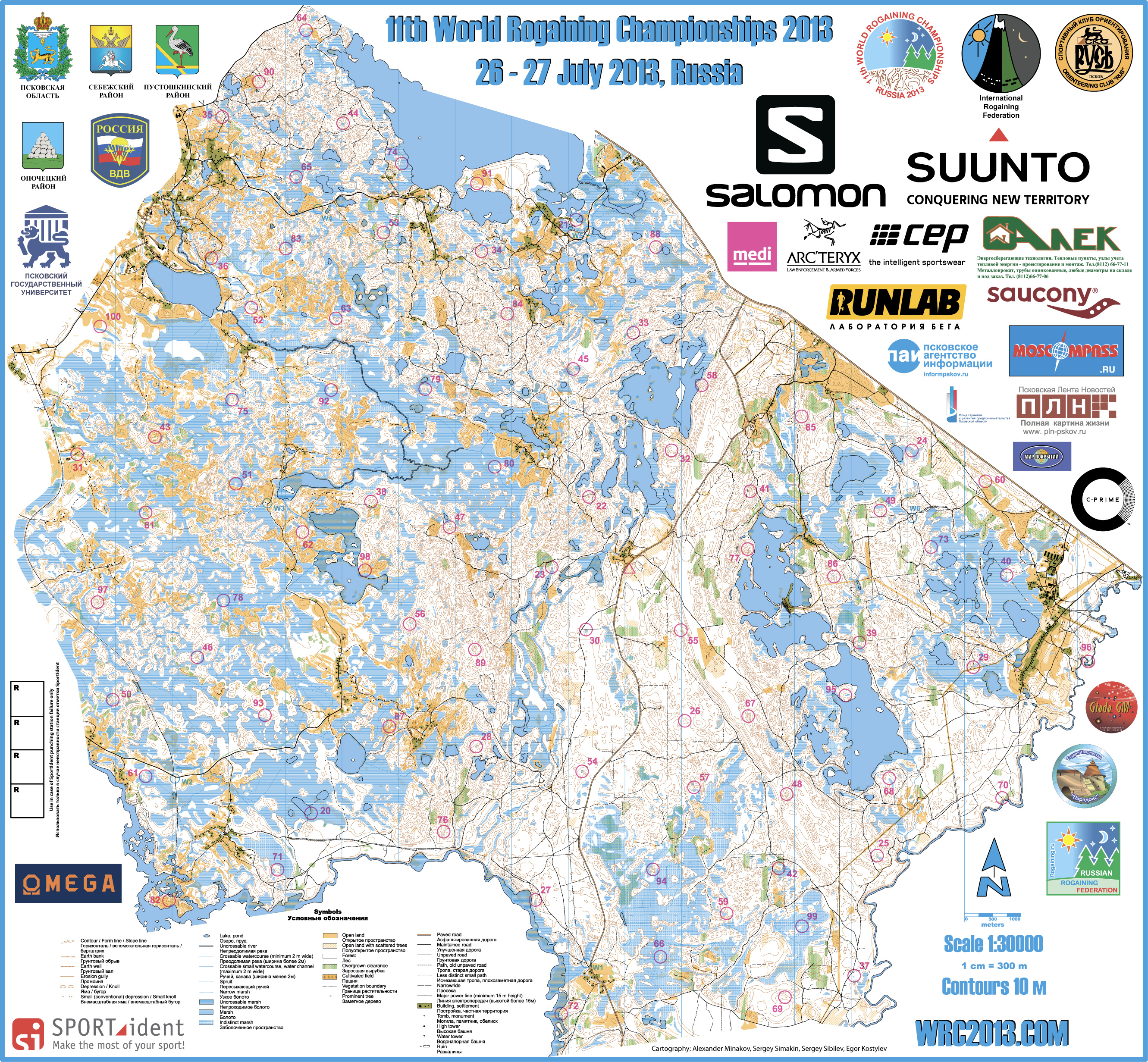
Карта 11-го Чемпионата мира по рогейну 2013 (Россия, Псковская область)

Карта в соревнованиях по рогейну — это специальная подготовленная для соревнований схема местности с обозначенными контрольными пунктами и центром соревнований.
Для соревнований по рогейну используются карты масштаба от 1:25000 до 1:50000. При проведении соревнований с контрольным временем от 3 до 6 часов возможно использование карт более крупного масштаба, а при проведении соревнований на велосипеде с контрольным временем от 12 часов до 24 часов — более мелкого масштаба. Карта должна иметь сечение рельефа не более 20 метров, обеспечивающее чёткость чтения рельефа участниками на карте. Карта должна быть цветной и легко читаться как при искусственном, так и естественном освещении.
На карте указывается масштаб, сечение рельефа, наносятся линии магнитного меридиана и обозначаются пурпурным (красным, фиолетовым) цветом контрольные пункты и центр соревнований.
Точность карты и достоверность отображения объектов местности должны быть такими, чтобы команды при движении по району соревнований не получали бы преимущество или, наоборот, не оказывались бы в худших условиях, если этого нельзя оценить в соревновательных условиях исходя из информации, полученной с помощью карты.
Карта соревнований выдаётся каждому участнику соревнований, независимо от количества участников в одной команде. Карты, выдаваемые участникам, должны быть защищены от влаги.
О применяемой системе условных знаков, которыми изображаются объекты на карте, заблаговременно сообщается участникам соревнований.

### Контрольные пункты

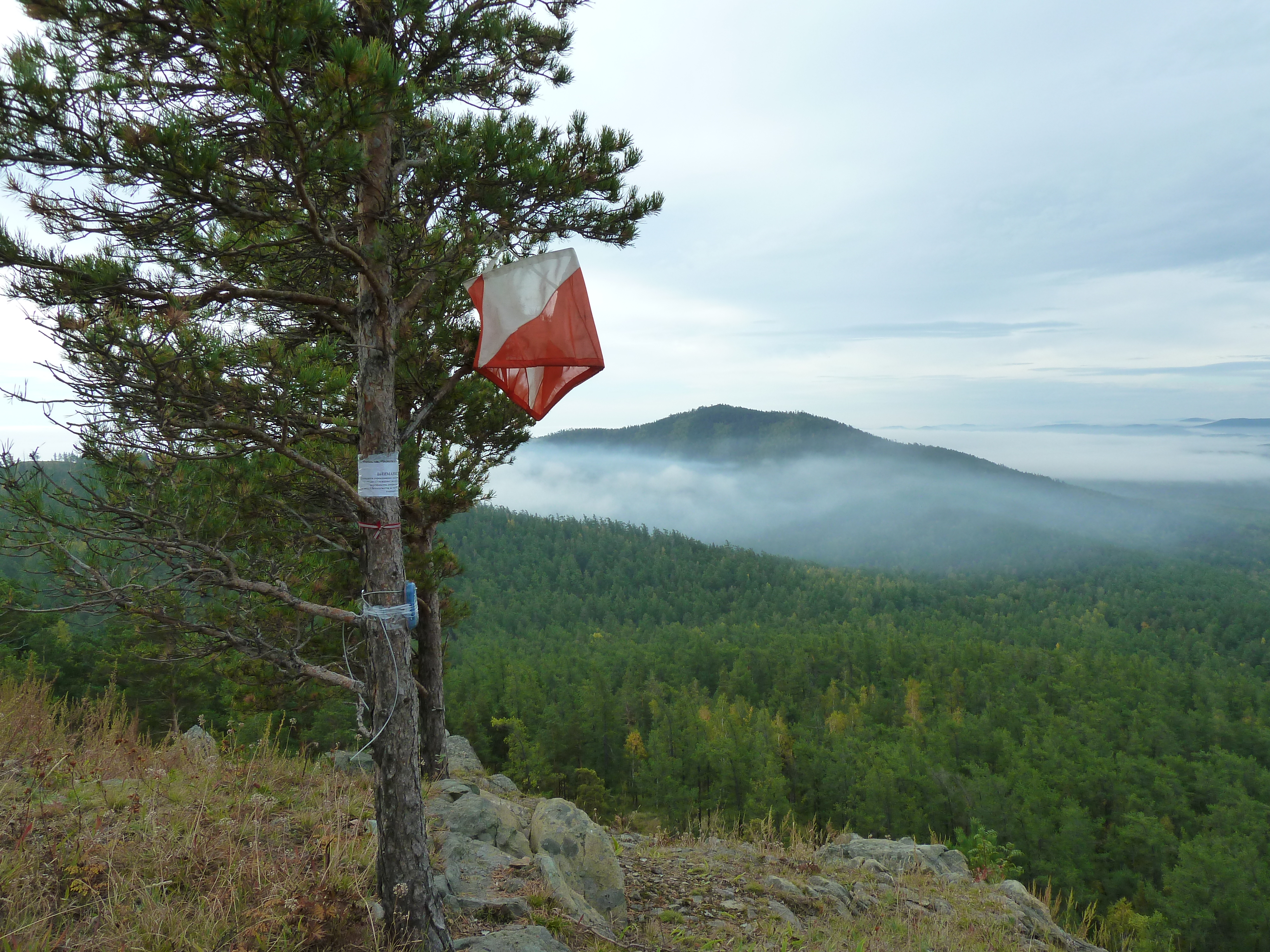
Контрольный пункт № 90 на 8-м Чемпионате России по рогейну 2011

Контрольный пункт (КП) — это точка на местности в районе соревнований, оборудованная в соответствии с Правилами и указанная на карте соревнований.
Контрольные пункты должны располагаться на объектах, обозначенных на карте и чётко опознаваемых на местности. Местоположение контрольного пункта должно однозначно определяться с помощью карты и легенды.
Контрольный пункт на местности маркируется знаком в виде трёхгранной призмы со стороной 30x30 см. Каждая грань делится диагональю из левого нижнего в правый верхний угол на белое поле вверху и оранжевое (красное) — внизу. Контрольные пункты оборудуются средствами отметки, которые должны находиться в непосредственной близости от призмы. Обозначение (номер) контрольного пункта наносится на призму и (или) средства отметки. Если часть продолжительности соревнований приходится на тёмное время суток, контрольные пункты могут быть оборудованы светоотражающими материалами.
Каждому контрольному пункту даётся уникальное обозначение (номер) — двухзначное или трёхзначное число, которое указывается на карте и на оборудовании контрольного пункта на местности. Также каждому контрольному пункту присваивается стоимость — число, обозначающее количество очков, которые получает команда за посещение контрольного пункта. Первая цифра в двухзначном, или первые две цифры в трёхзначном, обозначении (номере) контрольного пункта показывают стоимость этого контрольного пункта, например, КП 35 — 3 очка, КП 107 — 10 очков.
При назначении стоимости контрольным пунктам учитывают:
- сложность и точность навигации, которая требуется от команд для взятия контрольного пункта;
- труднодоступность места, в котором расположен пункт (например, пункт расположен на вершине высокой горы);
- расстояние от центра соревнований;
- расстояние от соседних контрольных пунктов.

Точное расположение контрольных пунктов на местности описывается с помощью легенд. Описание расположения контрольных пунктов даётся в словесной форме, в манере, понятной любому человеку. Легенды контрольных пунктов размещаются на карте или на отдельном листе, который выдаётся участникам вместе с картой.

### Системы отметки

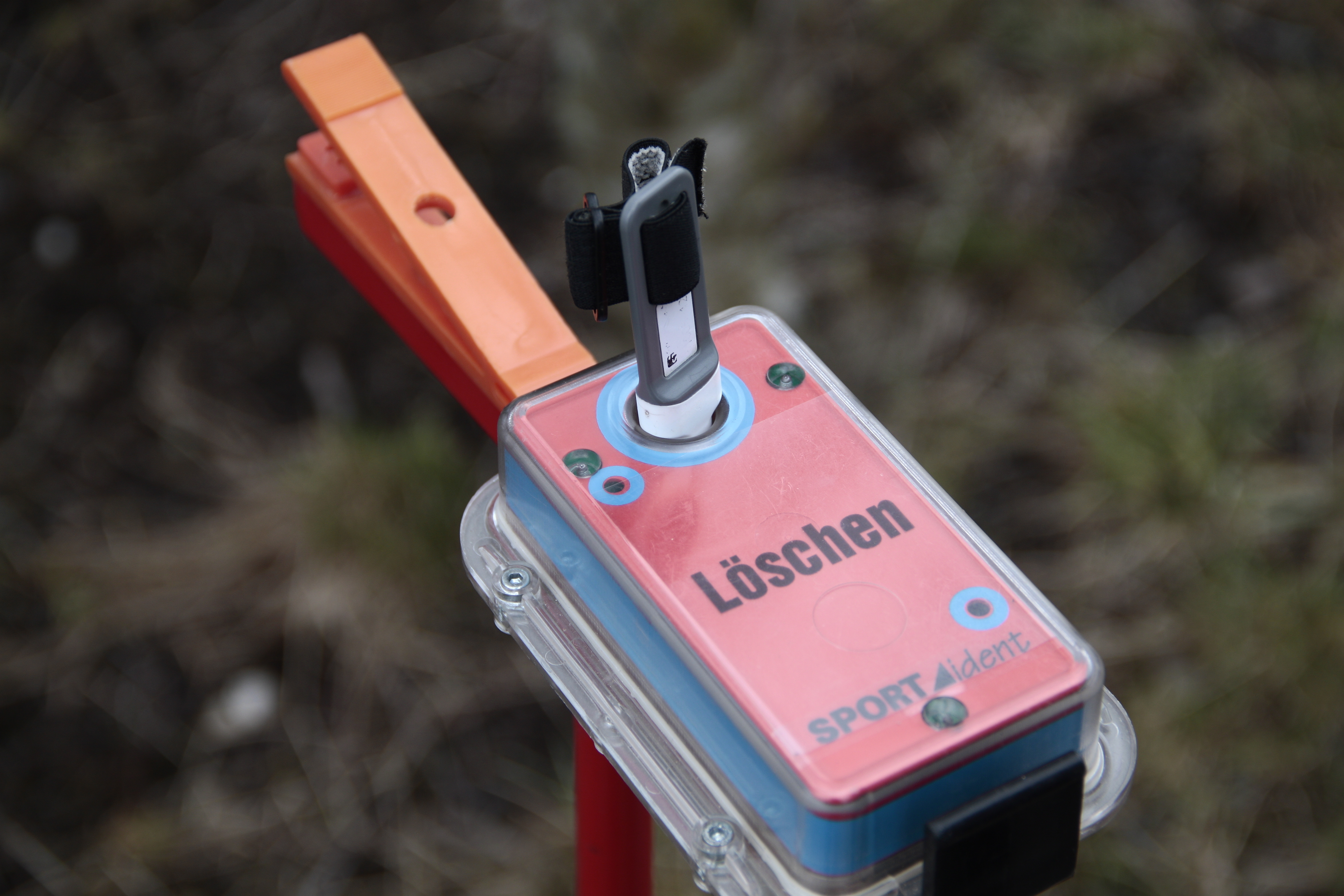
Станция электронной отметки SportIdent с чипом и игольчатый компостер в качестве резервной отметки

Посещение контрольных пунктов командами контролируется с помощью системы электронной или механической отметки.
Электронная система отметки состоит из станции, расположенной на контрольном пункте и электронного чипа, выдаваемого каждому участнику в команде. При контакте электронного чипа участника со станцией происходит запись номера контрольного пункта и времени отметки в чип. На финише эти данные считываются из чипа и производится автоматический подсчёт результатов команды. В России наибольшее распространение на соревнованиях по рогейну получили системы электронной отметки SportIdent и SFR.
Механическая система отметки состоит из игольчатого компостера, расположенного на контрольном пункте и контрольной карточки, выдаваемой каждой команде или каждому участнику в команде. При использовании механической системы отметки участнику для отметки на контрольном пункте нужно пробить с помощью компостера отверстия в клетке контрольной карточки с номером, соответствующим номеру контрольного пункта.
В целях контроля посещения контрольных пунктов всеми участниками, входящими в одну команду, судьи могут фиксировать всем участникам чипы (контрольные карточки) на запястье специальным контрольным браслетом. Контрольные браслеты могут разрезаться и сниматься с участников только организаторами соревнований. В случае повреждения (разрыва) контрольного браслета, позволяющего снять чип (контрольную карточку) с запястья, у одного из членов команды или при утере чипа (контрольной карточки) одним из членов команды команда дисквалифицируется.
В случае использования электронной системы отметки и фиксации чипов на участниках организатором соревнований может устанавливаться временной интервал отметки участников, входящих в одну команду, на контрольном пункте (например, 1—2 минуты). В случае превышения временного интервала отметки участниками на контрольном пункте очки за посещение данного контрольного пункта не начисляются.

### Порядок старта, финиша и определения результатов

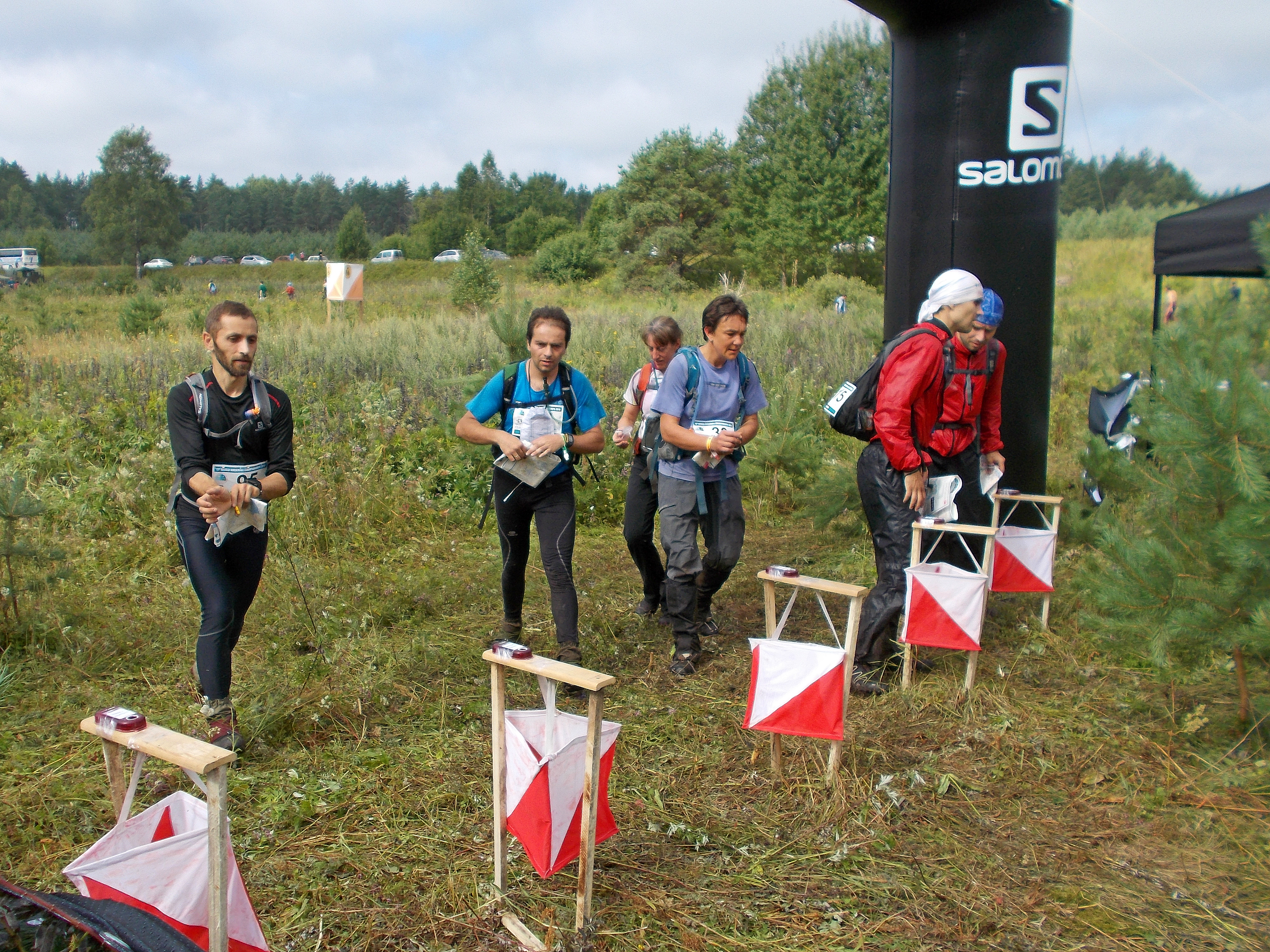
Команды на финише 11-го Чемпионата мира по рогейну 2013, Россия

Карты и легенды контрольных пунктов выдаются командам для планирования маршрутов за 2—4 часа до старта.
В соревнованиях по рогейну используется общий старт — все участники стартуют одновременно. В случае проведения соревнований в нескольких форматах (по продолжительности и способу передвижения) допускается разнесение по времени старта участников различных форматов.
В течение соревнований команды могут в любое время возвращаться в центр соревнований для отдыха, приёма пищи, замены снаряжения.
Финишировать команды могут в любое время в течение всего контрольного времени формата соревнований, в котором участвует команда.
При опоздании команды на финиш в пределах 30 минут после окончания установленного контрольного времени, команда получает штраф, величина которого зависит от времени опоздания. Количество штрафных очков за каждую полную или неполную минуту опоздания команды на финиш устанавливается организатором соревнований. На практике наиболее часто за каждую полную или неполную минуту опоздания команды сверх контрольного времени из результата команды вычитается одно очко. При опоздании команды на финиш более чем на 30 минут команда дисквалифицируется.
Команда считается финишировавшей только после финиша всех членов этой команды. Время финиша команды определяется по последнему члену команды.
Результаты команд определяются суммой очков за посещённые контрольные пункты за вычетом штрафа за опоздание на финиш. Команде, которая набрала большее количество очков, а при равенстве очков имеет более раннее время финиша, присуждается более высокое место.

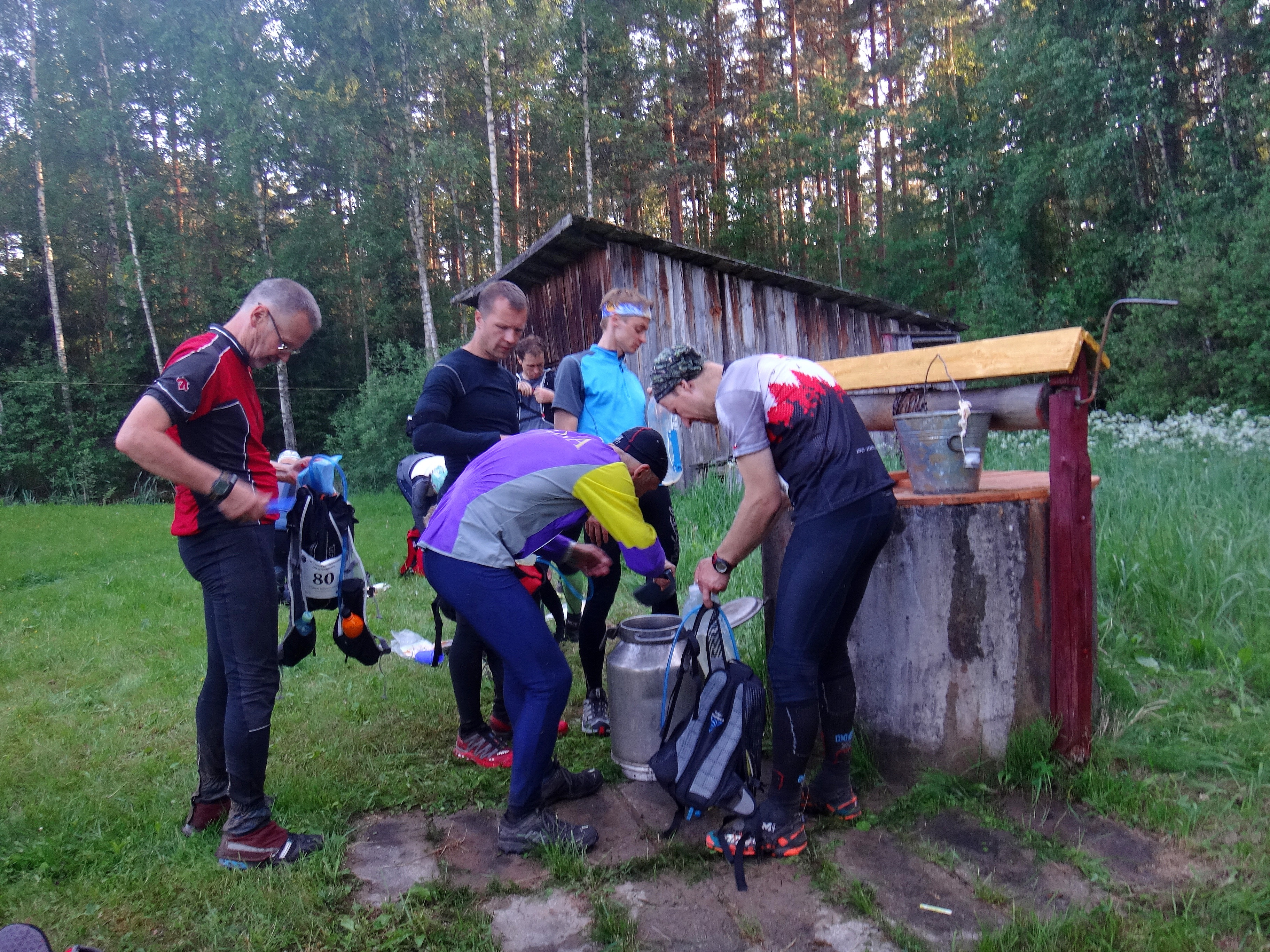
Участники у источника питьевой воды

### Организация питания участников
При проведении 24-часовых соревнований по рогейну в центре соревнований организуется пункт питания участников. Команды в течение соревнований могут возвращаться в центр соревнований, чтобы посетить данный пункт питания. Пункт питания в центре соревнований может быть организован и на более коротких рогейнах продолжительностью менее 24 часов. Также в дополнение к пункту питания в центре соревнований могут быть организованы пункты питания и в районе соревнований.
Если в районе соревнований отсутствуют естественные источники качественной питьевой воды или их недостаточно, то организатор соревнований должен обеспечить размещение в районе соревнований пунктов с питьевой водой, количество которых должно быть таким, чтобы участникам не приходилось носить большое количество воды с собой. Питьевая вода на таких пунктах должна быть в течение всего времени соревнований.

## Стратегия и тактика в рогейне

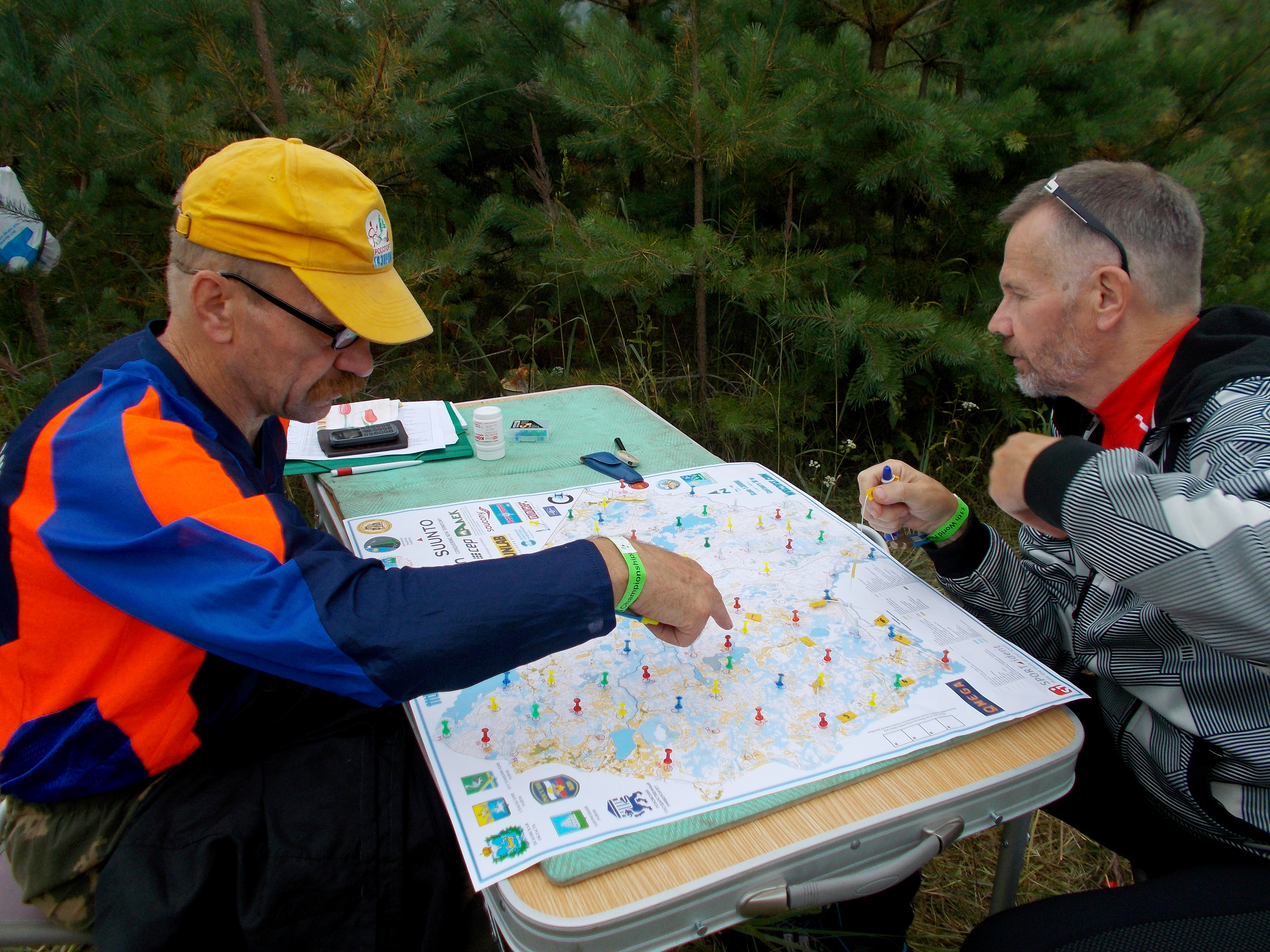
Команда планирует свой маршрут на карте

Стратегия и тактика — одни из значительных составляющих рогейна, как вида спорта. Прекрасная физическая форма, выносливость, владение техническими приёмами навигации на местности при всей их значимости, сами по себе не обеспечат успех в соревнованиях по рогейну, поскольку спортсмены должны обладать также умением стратегически и тактически мыслить, иметь определённые стратегические и тактические знания позволяющие достичь стоящие перед командой цели.
Главная стратегическая цель любой команды, претендующей на победу, — так распорядиться своими физическими возможностями и силами, чтобы за установленное контрольное время набрать максимальное количество очков.
Соревнования по рогейну начинаются для команд не в момент старта, а в момент выдачи карт. Карты не случайно выдаются за 2—4 часа до старта. За этот промежуток времени команды должны проявить все свои умения стратегического и тактического планирования. Для реализации главной цели команда составляет стратегический план действий, включающий порядок прохождения контрольных пунктов, маршрут через выбранные контрольные пункты, временной график движения по маршруту, возможные варианты корректировки порядка прохождения контрольных пунктов и маршрута. Составление такого стратегического плана и особенно его реализация в меняющихся соревновательных условиях — сложная задача, от решения которой во многом зависит успех в соревнованиях по рогейну.
Исходными данными для решения главной стратегической задачи являются:
1. Площадь района соревнований.
2. Тип местности (пересечённость, проходимость, развитость дорожной сети, состояние грунтов).
3. Погодные условия
4. Количество контрольных пунктов установленных в районе соревнований.
5. Стоимость контрольных пунктов.
6. Физическая готовность членов команды.
7. Расположение на местности источников питьевой воды и пунктов питания, если такие имеются.

На основе этих исходных данных команда должна составить свой порядок взятия контрольных пунктов и маршрут через эти контрольные пункты.
Площадь района соревнований, количество и расположение контрольных пунктов в соревнованиях по рогейну таковы, что за установленное контрольное время ни одна команда, в том числе и команда — абсолютный победитель, не сможет взять все контрольные пункты. Поэтому при составлении маршрута команда должна определить, какие контрольные пункты нужно взять, а какие нет.
Количество контрольных пунктов, которые команда сможет взять за контрольное время соревнований определяется расстоянием, которое способна преодолеть команда за контрольное время на определённом типе местности в определённых погодных условиях, то есть скоростью. Опытные команды уже примерно знают, какое расстояние по прямым они смогут преодолеть за контрольное время соревнований на определённом типе местности.
Команде нужно реально оценить свои силы и возможности и определиться с длиной предполагаемого маршрута. Ошибки в планируемой длине маршрута очень критичны, поскольку, переоценив свои возможности, команде придётся сокращать свой маршрут «на ходу», и очень вероятно опоздание на финиш с получением штрафных очков. При недооценке же своих сил команде придётся увеличивать свой маршрут, но «на ходу» в процессе соревнований сделать это оптимально довольно трудно.

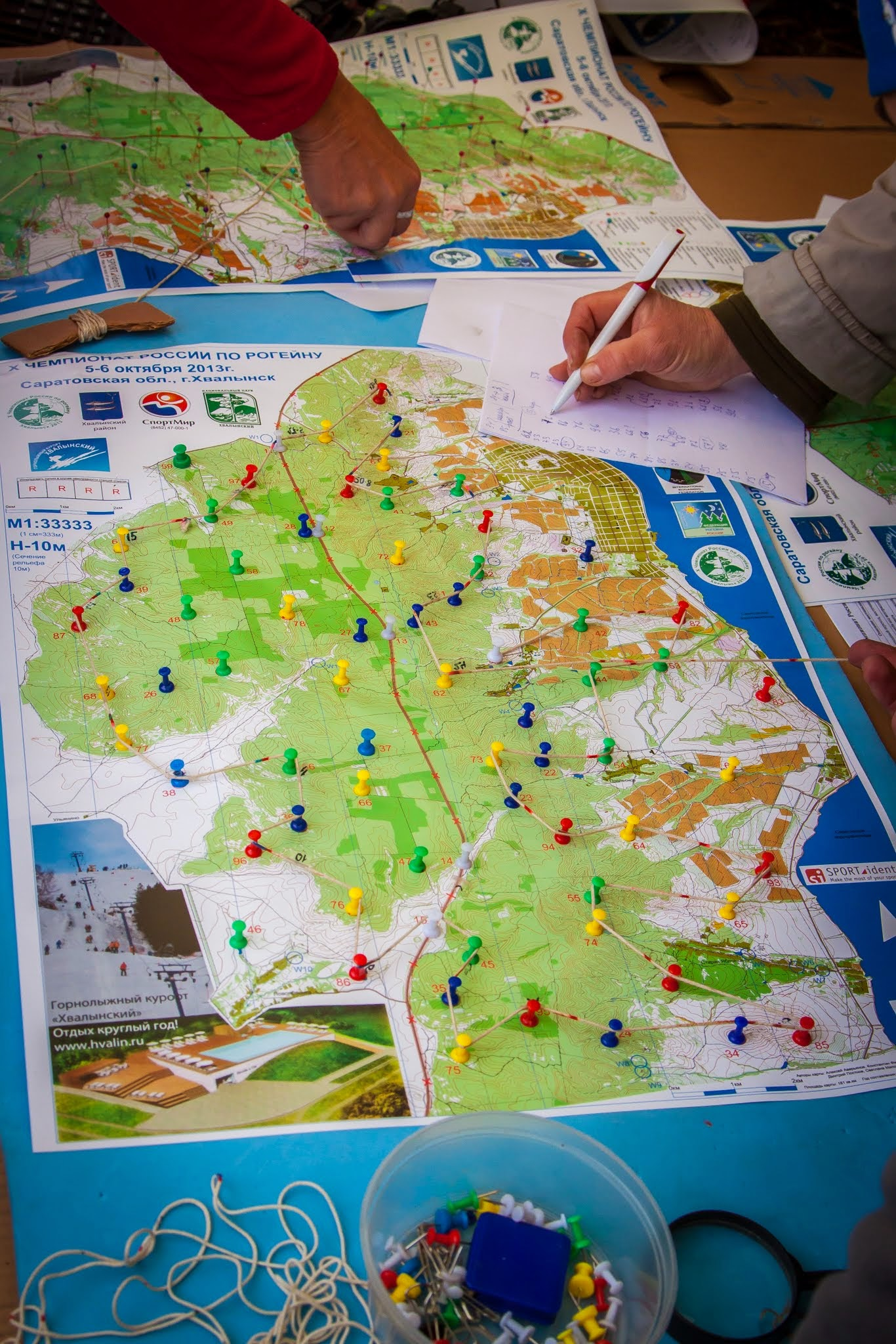
Планирование маршрута на карте с использованием нитки и булавок

Так как контрольные пункты в рогейне имеют различную стоимость и расположены на различном расстоянии друг от друга, то при составлении маршрута определяющим параметром является количество очков на километр дистанции. Однако планировка маршрута не сводится к выбору кратчайшего маршрута с максимальным количеством очков. Поскольку контрольные пункты расположены на местности, то командам нужно учитывать и множество других факторов влияющих на скорость передвижения между контрольными пунктами: развитость и состояние дорожной сети, рельеф, залесённость, водные объекты и др. От этих факторов зависит как выбор порядка взятия контрольных пунктов, так и тактика выбора пути между контрольными пунктами. Поэтому наиболее точным параметром определяющим решение о том, какие пункты нужно брать, является отношение стоимости контрольного пункта ко времени, затрачиваемому на его взятие. Поэтому при планировании маршрута в первую очередь исключаются контрольные пункты, у которых это отношение наименьшее из всех контрольных пунктов.

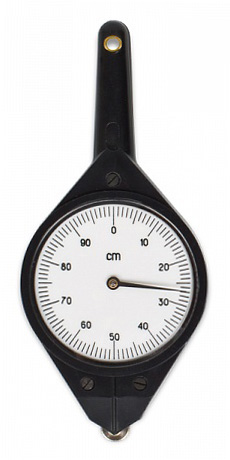
Курвиметр. Используется в рогейне при планировании маршрута для измерения расстояний на карте

При планировании маршрута и порядка взятия контрольных пунктов учитывается также то, в какое время суток (светлое или тёмное) будут браться контрольные пункты. В темноте, как правило, передвижение по местности сложнее и времени на взятие контрольных пунктов тратится больше, чем днём.
Правила соревнований по рогейну разрешают командам в любое время возвращаться в центр соревнований. Поэтому при планировании порядка взятия контрольных пунктов, команда должна решить будет ли она в течение контрольного времени соревнований заходить в центр соревнований. От этого зависит количество и вес снаряжения, которое берёт с собой в район соревнований команда.
Также при планировании маршрута составляется график движения по дистанции. Для этого команде нужно определить вероятное время прибытия на несколько ключевых контрольных пунктах. По отклонениям от этого времени команда сможет судить — идёт команда с опережением графика или с отставанием, и соответственно корректировать маршрут и порядок взятия контрольных пунктов. Также обязательно предусматриваются варианты сокращения и увеличения маршрута, на случай отставания или опережения графика соответственно.
При планировании маршрута командами в основном используется два технических приёма работы с картой: с использованием курвиметра или с использованием нитки и булавок. При использовании курвиметра с его помощью измеряется расстояние по прямой между выбранными контрольными пунктами или измеряется длина реального пути, и измеренное расстояние соотносится с возможностями команды. При использовании нитки и булавок сначала подготавливается нитка, длина которой соответствует длине предполагаемого маршрута команды по прямой между контрольными пунктами в соответствие с масштабом карты, а затем эта нитка огибается вокруг выколотых булавками контрольных пунктов на карте с целью провести нить так, чтобы набрать максимальное количество очков.
Также одной из основных тактических задач в рогейне является выбор пути между контрольными пунктами. Задачи выбора пути решаются командами как до старта в процессе планирования маршрута, так и во время соревнований. Выбор пути движения — сложная задача, в процессе которой команда на основе анализа отображённых на карте и фактических характеристик местности принимает решения о варианте движения, позволяющем с наименьшими затратами сил и времени прибыть на контрольный пункт.

## Экипировка и снаряжение команд
Соревнования по рогейну имеют значительную продолжительность, проходят на открытом воздухе в природной среде при изменяющихся в течение соревнований погодных условиях. В этих зачастую неблагоприятных условиях команде нужно продолжать свою соревновательную деятельность и двигаться по дистанции. При этом экипировка и снаряжение спортсменов на соревнованиях по рогейну имеет очень большое значение для достижения высоких результатов.
Одежда

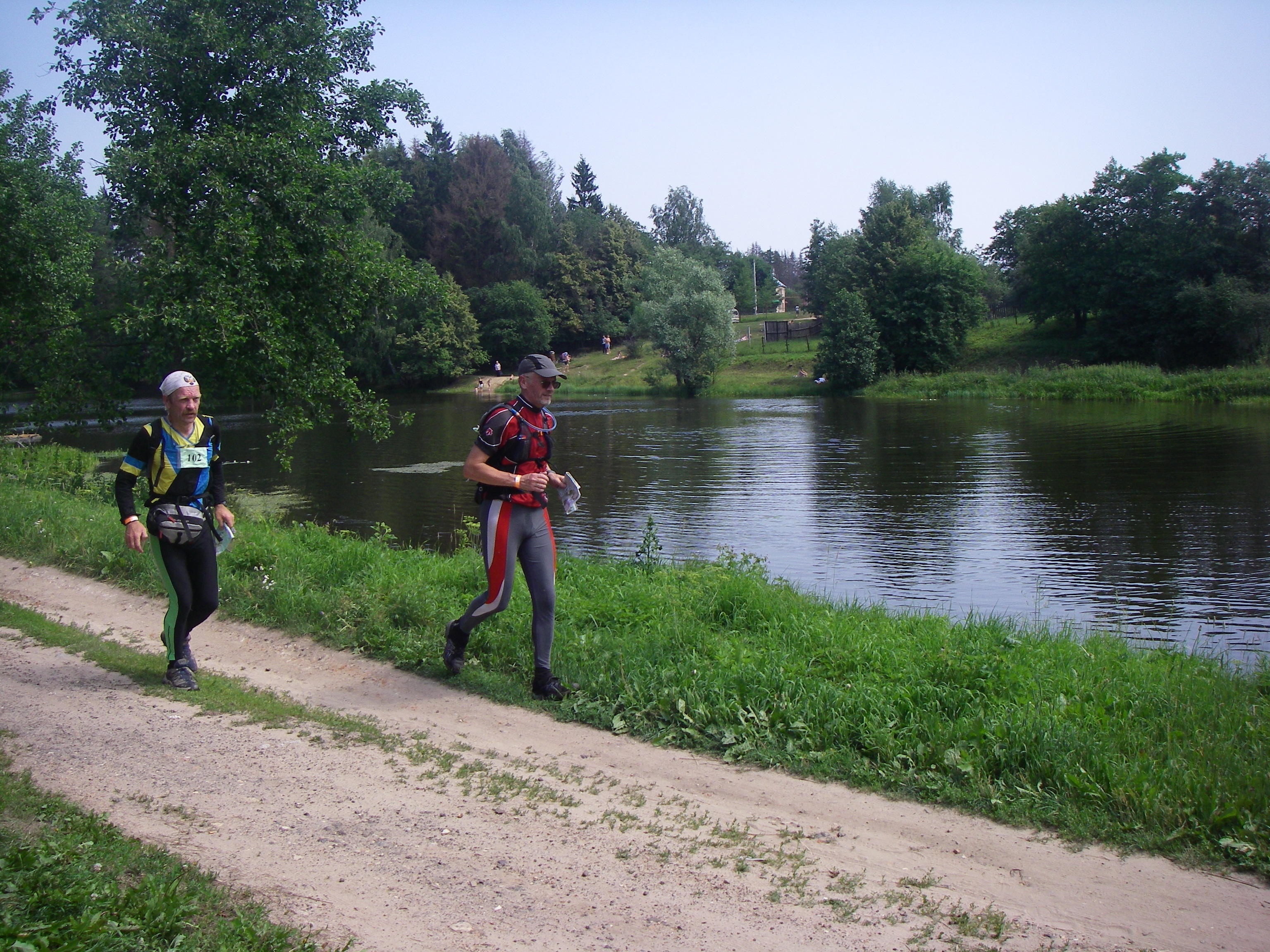
Экипировка команды в летнее время года

Соревнования по рогейну проходят в природных условиях, подчас не очень комфортных для спортсменов. Задача одежды — защитить спортсмена от неблагоприятных факторов окружающей среды (высокие или низкие температуры, дождь, ветер и др.) и создать более-менее комфортные условия для спортсмена в соревновательном процессе.
| Требования к одежде спортсмена: 1. Одежда должна защищать от холода при низких температурах. 2. Одежда должна защищать от ветра, быть непродуваемой в холодное время года. 3. При жаркой погоде одежда должна защищать от прямых солнечных лучей, но в то же время не должна препятствовать испарению пота. 4. Одежда должна защищать от веток деревьев и кустарников, жгучих и колючих растений. 5. Одежда должна защищать тело спортсмена от укусов насекомых. 6. Одежда должна быть удобной и комфортной. |

Современная спортивная одежда отвечает всем этим условиям. Синтетические высокотехнологичные ткани одежды после намокания практически не впитывают влагу и быстро сохнут, что предотвращает переохлаждение и даёт возможность спортсменам продолжать соревнования в сухой и лёгкой одежде.
Соревнования по рогейну имеют большую продолжительность, и погодные условия во время соревнований могут резко измениться — может пойти дождь, снег, может сильно похолодать, особенно ночью. Поэтому спортсмены помимо той одежды, в которой они стартовали, имеют с собой запасную сухую и тёплую одежду для верхней части тела. Особенно это касается 24-часовых соревнований.
Обувь

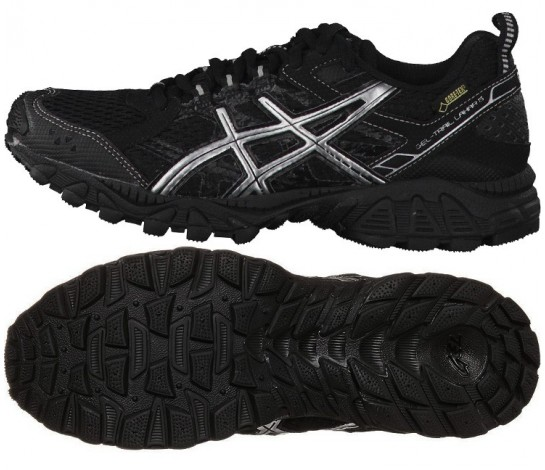
Кроссовки для бега по пересечённой местности

Обувь — одна из самых важных частей экипировки. К подбору обуви на соревнования по рогейну спортсмены подходят очень ответственно.
Обувь для соревнований по рогейну должна отвечать следующим требованиям:
1. Должна быть удобной
2. Должны быть лёгкой
3. Должна быть прочной
4. Не должна впитывать много воды
5. Должна быстро сохнуть
6. Должна обеспечивать вентиляцию стопы
7. Должна обеспечивать хорошее сцепление с грунтом.
8. Защищать стопу при ударах о камни, корни и неровности грунта.

В полной мере всем этим требованиям удовлетворяют специальные модели кроссовок для пересечённой местности.
Также важен правильный выбор носков. Носки не должны перегревать стопу, не должны сильно впитывать влагу, должны быстро сохнуть, должны плотно облегать стопу и не образовывать складок.
Чтобы в кроссовки не попадали песок, камешки, хвоя, ветки спортсмены использую специальные спортивные гамаши, закрывающие верх обуви.
Рюкзак

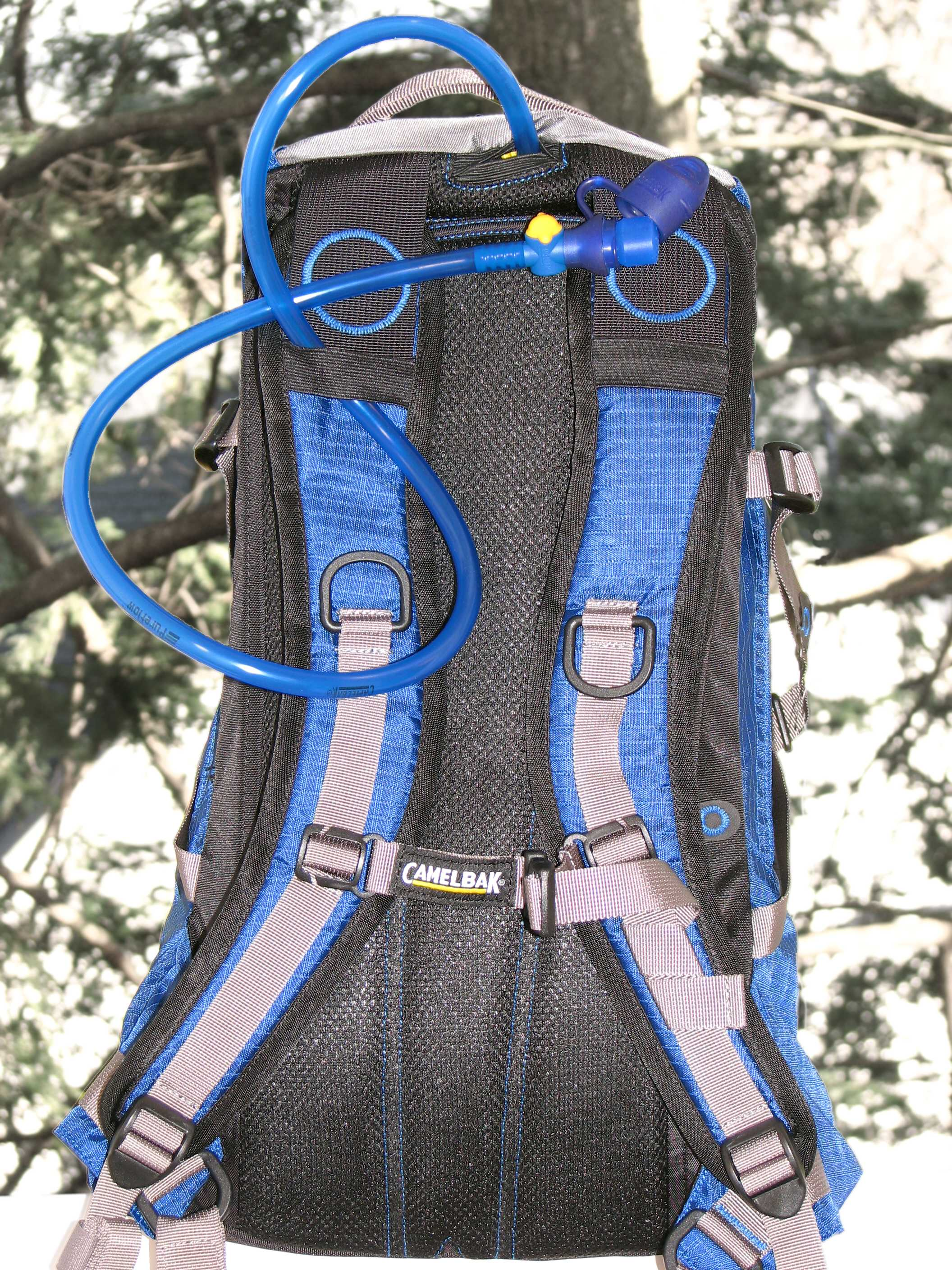
Рюкзак с питьевой системой

Для переноски с собой снаряжения и питания во время соревнований участники используют небольшие рюкзачки. Для соревнований продолжительностью 24 часа больше всего подходят рюкзачки объёмом 10 — 12 литров. На менее продолжительных соревнованиях используются рюкзачки меньшего объёма или поясные сумки.
Рюкзак для рогейна должен быть лёгким, должен обеспечивать удобную посадку и комфортное распределение веса, циркуляцию воздуха на поверхности спины. Очень хорошо, когда рюкзак имеет несколько отделений для мелких вещей, наружные сетчатые карманы, светоотражатели и специальный отсек для питьевой системы.
Для переноски жидкости для питья на соревнованиях по рогейну используется специальные пластиковые ёмкости объёмом от 1 до 2 литров с трубочками. Такие ёмкости, называемые ещё питьевыми системами (гидросистемами, гидраторами, кэмелбэками), вставляются в специальный отдел рюкзака и позволяют пить жидкость прямо на бегу.
Фонарь

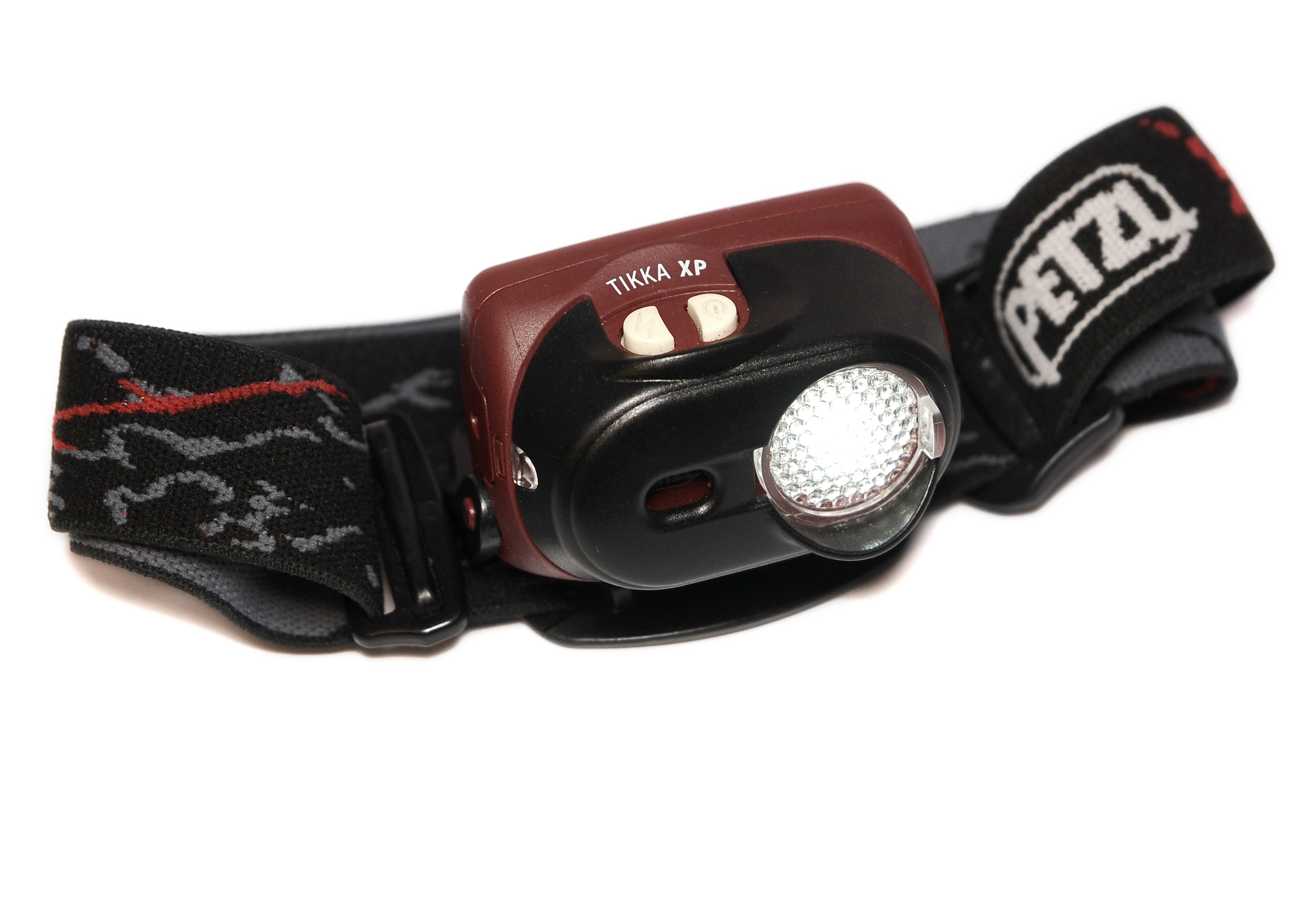
Налобный светодиодный фонарь

Для передвижения в тёмное время суток каждый участник в команде должен иметь фонарь.
Фонарь должен быть лёгким и компактным. Мощность освещения фонаря должна обеспечивать возможность безопасного передвижения и навигации в темноте. Запас ёмкости батарей (аккумулятора) фонаря должен обеспечивать его устойчивую работу в течение всего темного времени суток. Фонарь должен быть водонепроницаемым и иметь регулировку угла наклона светового луча. Для того чтобы освободить руки, фонарь должен надеваться на голову, например, с помощью эластичного ремня.
Компас

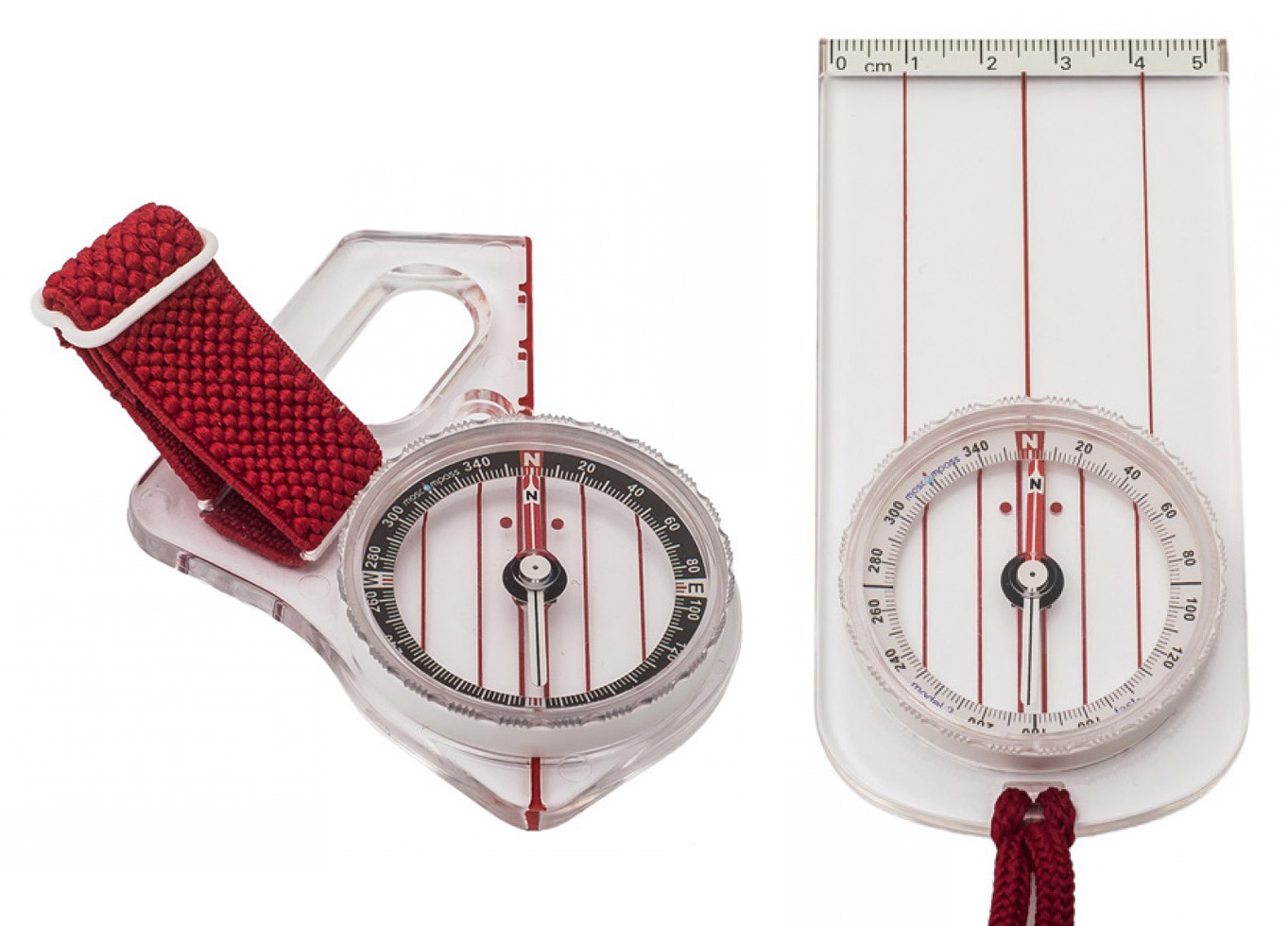
Жидкостные спортивные компаса используемые в рогейне для навигации

Магнитный компас — основной помимо часов навигационный прибор, необходимый для определения направления движения.
Лучшими компасами для рогейна являются жидкостные, в колбе которых залита специальная жидкость, обеспечивающая устойчивость магнитной стрелки при колебаниях и поворотах.
Наиболее распространены компасы на платформе (такой компас крепится к руке при помощи шнурка) и «пальчиковые» (крепятся на большом пальце руки при помощи эластичного ремешка). Оба типа компасов имеют сантиметровую шкалу для измерения расстояний на карте.
Часы
Наручные часы — обязательный элемент снаряжения. Часы позволяют не только соблюдать график движения и следить за истечением контрольного времени, но и приблизительно измерять пройденное расстояние, если известна средняя скорость движения.
Свисток
В соответствии с Правилами Международной федерации рогейна (IRF) каждый участник должен иметь с собой свисток в течение всего времени нахождения на дистанции. В экстренных случаях участник должен произвести ряд коротких сигналов при помощи свистка.
На многих современных беговых рюкзаках есть свисток, который расположен на лямке в районе плеча.
Аптечка
Аптечка также обязательный элемент снаряжения, особенно на суточных соревнованиях. В набор аптечки должны входить перевязочные, дезинфицирующие, обезболивающие средства и лейкопластырь.

## Распространение в мире
Соревнования по рогейну проводились на всех континентах, включая Антарктиду.

Страны, в которых проводились соревнования по рогейну

По состоянию на 2017 год соревнования по рогейну проводились в 27 странах:

Страны, спортсмены из которых принимали участие в чемпионатах мира по рогейну

- Австралия,
- Беларусь,
- Бразилия,
- Германия,
- Гонконг,
- Израиль,
- Ирландия,
- Испания,
- Италия,
- Казахстан,
- Канада,
- Латвия,
- Литва,
- Новая Зеландия,
- Польша,
- Португалия,
- Россия,
- США,
- Украина,
- Финляндия,
- Франция,
- Чехия,
- Чили,
- Швеция,
- Эстония,
- ЮАР,
- Япония.

По состоянию на 2017 год в чемпионатах мира по рогейну участвовали спортсмены из 36 стран:
- Австралия,
- Австрия,
- Беларусь,
- Болгария,
- Бразилия,
- Великобритания,
- Венгрия,
- Германия,
- Гонконг,
- Дания,
- Ирландия,
- Испания,
- Италия,
- Канада,
- Латвия,
- Литва,
- Малайзия,
- Молдова,
- Нидерланды,
- Новая Зеландия,
- Норвегия,
- Папуа — Новая Гвинея,
- Польша,
- Россия,
- Румыния,
- Словакия,
- США,
- Украина,
- Финляндия,
- Франция,
- Чехия,
- Швейцария,
- Швеция,
- Эстония,
- ЮАР,
- Япония.

## Международная федерация рогейна

Логотип МФР

Международная федерация рогейна (МФР) (англ. International Rogaining Federation (IRF)) — организация, занимающаяся развитием рогейна на международном уровне.
Международная федерация рогейна образована 16 июня 1989 года.
В соответствии с Уставом МФР её членами могут быть национальные организации, занимающиеся развитием рогейна в своей стране. Каждая организация — член МФР выдвигает в Совет Международной федерации рогейна по два делегата.
По состоянию на 2017 год в составе Международной федерации рогейна 10 организаций.
Также в составе Совета Международной федерации рогейна есть наблюдатели без права голоса, представляющие по состоянию на 2017 год 8 стран.
Международная федерация рогейна зарегистрирована и базируется в Мельбурне, Австралия.

## Чемпионаты мира по рогейну
| Чемпионаты мира по рогейну | Чемпионаты мира по рогейну | Чемпионаты мира по рогейну | Чемпионаты мира по рогейну               | Чемпионаты мира по рогейну | Чемпионаты мира по рогейну | Чемпионаты мира по рогейну                  | Чемпионаты мира по рогейну | Чемпионаты мира по рогейну | Чемпионаты мира по рогейну |
| №                          | Год                        | Дата                       | Место                                    | Количество команд          | Количество участников      | Абсолютные победители                       |                            |                            |                            |
| -------------------------- | -------------------------- | -------------------------- | ---------------------------------------- | -------------------------- | -------------------------- | ------------------------------------------- | -------------------------- | -------------------------- | -------------------------- |
| 1                          | 1992                       | 9-10 октября               | Австралия, Бичуэрт                       | 194                        | 414                        | Джеймс Рассел, Майкл Уолтерс                | Результаты                 |                            |                            |
| 2                          | 1996                       | 31 августа — 1 сентября    | Австралия, гора Синглтон                 | 271                        | 640                        | Дэвид Роулендс, Джеймс Рассел               | Результаты                 |                            |                            |
| 3                          | 1998                       | 4 — 5 августа              | Канада, Камлупс                          | 134                        | 294                        | Найджел Айлотт, Ииро Какко                  | Результаты                 |                            |                            |
| 4                          | 2000                       | 15-16 января               | Новая Зеландия, Крайстчерч               | 193                        | 410                        | Дэвид Роулендс, Грег Барбур                 | Результаты                 | Карта                      |                            |
| 5                          | 2002                       | 26 — 27 июля               | Чехия, Лесна                             | 182                        | 383                        | Дэвид Роулендс, Грег Барбур                 | Результаты                 | Карта                      |                            |
| 6                          | 2004                       | 8-9 мая                    | США, Аризона                             | 176                        | 380                        | Майк Клозер, Майкл Тобин                    | Результаты                 | Карта                      |                            |
| 7                          | 2006                       | 13-14 октября              | Австралия, Варрамбангл                   | 308                        | 677                        | Деннис де Мончи, Крис Форн                  | Результаты                 | Карта                      | Сайт                       |
| 8                          | 2008                       | 13-14 сентября             | Эстония, Карула                          | 339                        | 749                        | Евгений Домбровский, Павел Шестаков         | Результаты                 | Карта                      | Сайт                       |
| 9                          | 2010                       | 20-21 ноября               | Новая Зеландия, Чевиот                   | 251                        | 522                        | Крис Форн, Марсель Хагенер                  | Результаты                 | Карта                      | Сайт                       |
| 10                         | 2012                       | 30 августа — 1 сентября    | Чехия, Пршебуз                           | 333                        | 700                        | Сильвер Энсаар, Райн Энсаар                 | Результаты                 | Карта                      | Сайт                       |
| 11                         | 2013                       | 27-28 июля                 | Россия, Псковская область, Алоль         | 314                        | 664                        | Сильвер Энсаар, Райн Энсаар                 | Результаты                 | Карта                      | Сайт                       |
| 12                         | 2014                       | 16-17 августа              | США, Южная Дакота                        | 180                        | 383                        | Сильвер Энсаар, Райн Энсаар, Тиммо Таммемае | Результаты                 | Карта                      | Сайт                       |
| 13                         | 2015                       | 22-23 августа              | Финляндия, Саариселькя                   | 374                        | 785                        | Петтэри Муукконен, Ханну-Пекка Пукема       | Результаты                 | Карта                      | Сайт                       |
| 14                         | 2016                       | 23-24 июля                 | Австралия, Алис-Спрингс                  | 304                        | 647                        | Грейг Гамильтон, Крис Форн                  | Результаты                 | Карта                      | Сайт                       |
| 15                         | 2017                       | 18-19 августа              | Латвия, Разнас                           | 426                        | 907                        | Янис Круминьш, Андрис Ансабергс             | Результаты                 | Карта                      | Сайт                       |
| 16                         | 2019                       | 27-28 июля                 | Испания, Ла-Молина                       | 386                        | 833                        | Рэйн Сииполд, Тиммо Таммемае                | Результаты                 | Карта                      | Сайт                       |
| 17                         | 2020                       | 1-2 августа                | США, Калифорния, озеро Тахо              |                            |                            |                                             |                            |                            | Сайт                       |
| 18                         | 2022                       | 19-20 августа              | Чехия, Оломоуцкий край, Кралицки-Снежник |                            |                            |                                             |                            |                            |                            |

## Чемпионаты Европы по рогейну
| Чемпионаты Европы по рогейну | Чемпионаты Европы по рогейну | Чемпионаты Европы по рогейну | Чемпионаты Европы по рогейну | Чемпионаты Европы по рогейну | Чемпионаты Европы по рогейну | Чемпионаты Европы по рогейну          | Чемпионаты Европы по рогейну | Чемпионаты Европы по рогейну | Чемпионаты Европы по рогейну |
| №                            | Год                          | Дата                         | Место                        | Количество команд            | Количество участников        | Абсолютные победители                 |                              |                              |                              |
| ---------------------------- | ---------------------------- | ---------------------------- | ---------------------------- | ---------------------------- | ---------------------------- | ------------------------------------- | ---------------------------- | ---------------------------- | ---------------------------- |
| 1                            | 2003                         | 16-17 августа                | Россия, Пермь                | 40                           | 84                           | Мирослав Сейдл, Пётр Боранек          | Результаты                   | Карта                        |                              |
| 2                            | 2005                         | 11-12 июня                   | Эстония, Ныва                | 89                           | 199                          | Маргус Клеменцов, Янус Реха           | Результаты                   | Карта                        | Сайт                         |
| 3                            | 2006                         | 26-27 августа                | Украина, Сторожинец          | 104                          | 226                          | Сергей Ященко, Олег Калинин           | Результаты                   | Карта                        |                              |
| 4                            | 2007                         | 28-29 июля                   | Латвия, Смилтене             | 162                          | 352                          | Евгений Гаврилов, Евгений Домбровский | Результаты                   | Карта                        | Сайт                         |
| 5                            | 2008                         | 12-13 июля                   | Россия, Мичуринское          | 143                          | 306                          | Мирослав Сейдл, Петр Боранек          | Результаты                   | Карта                        | Сайт                         |
| 6                            | 2009                         | 15-16 августа                | Финляндия, Юлляс             | 240                          | 525                          | Янне Мононен, Ээро Яппинен            | Результаты                   | Карта                        | Сайт                         |
| 7                            | 2010                         | 14-15 августа                | Украина, Мигово              | 123                          | 265                          | Сеппо Мякинен, Оя Ханну               | Результаты                   | Карта                        |                              |
| 8                            | 2011                         | 23-24 июля                   | Латвия, Рауна                | 280                          | 600                          | Сильвер Энсаар, Райн Энсаар           | Результаты                   | Карта                        | Сайт                         |
| 9                            | 2012                         | 5-6 мая                      | Литва, Молетай               | 171                          | 369                          | Армо Хииэ, Лаури Лахтмаэ              | Результаты                   | Карта                        |                              |
| 10                           | 2013                         | 26-27 января                 | Испания, Каталония           | 169                          | 367                          | Томми Толкко, Аурелио Оливар          | Результаты                   | Карта                        | Сайт                         |
| 11                           | 2014                         | 7-8 июня                     | Эстония, Пылва               | 289                          | 614                          | Тиммо Таммемае, Райт Палло            | Результаты                   | Карта                        |                              |
| 12                           | 2015                         | 27-28 июня                   | Чехия, Чеpне Удоли           | 238                          | 492                          | Сандер Мирме, Рииво Роосе             | Результаты                   | Карта                        | Сайт                         |
| 13                           | 2016                         | 27-28 августа                | Испания, Аралар              | 198                          | 438                          | Радован Чех, Роман Хорына             | Результаты                   | Карта                        | Сайт                         |
| 14                           | 2017                         | 22-23 апреля                 | Италия, Сан-Джиминьяно       | 139                          | 296                          | Альберт Эрреро, Аурелио Оливар        | Результаты                   | Карта (недоступная ссылка)   | Сайт                         |
| 15                           | 2018                         | 25-26 августа                | Украина, Берегомет           | 129                          | 275                          | Тиммо Таммемае, Сандер Линнус         | Результаты                   | Карта                        |                              |